# Quần đảo Trường Sa
Quần đảo Trường Sa (tiếng Anh: Spratly Islands; giản thể: 南沙群岛; phồn thể: 南沙群島; Hán-Việt: Nam Sa Quần đảo; bính âm: Nánshā Qúndǎo; tiếng Mã Lai và tiếng Indonesia: Kepulauan Spratly; tiếng Tagalog: Kapuluan ng Kalayaan) là một tập hợp các thực thể địa lý được bao quanh bởi những vùng ngư nghiệp trù phú đồng thời sở hữu trữ lượng dầu mỏ, khí đốt lớn thuộc biển Đông. Ngày nay, quần đảo này đang ở trong tình trạng tranh chấp lãnh thổ ở các mức độ khác nhau giữa 6 quốc gia, lần lượt là Brunei, Đài Loan, Trung Quốc, Malaysia, Philippines và Việt Nam.
Ở cấp độ quốc tế, phạm vi của khái niệm Spratly Islands vẫn chưa được xác định rõ và đang trong vòng tranh cãi. Ở cấp độ quốc gia cũng có các cách hiểu khác nhau. Tuy Đài Loan, Trung Quốc và Việt Nam trên danh nghĩa đều tuyên bố chủ quyền đối với toàn bộ quần đảo, nhưng khái niệm quần đảo Nam Sa trong nhận thức của Đài Loan và Trung Quốc là bao hàm toàn bộ các thực thể địa lý nằm bên trong phần phía nam của đường chín đoạn. Đối với Philippines, phạm vi tuyên bố chủ quyền của nước này bao trùm hầu hết quần đảo và được gọi là Nhóm đảo Kalayaan. Về phần Malaysia, nước này đòi hỏi một số thực thể ở phía nam của quần đảo. Cuối cùng, với Brunei, hiện chưa rõ nước này đòi hỏi cụ thể thực thể địa lý nào vì Brunei mới chỉ đưa ra yêu sách về vùng đặc quyền kinh tế và thềm lục địa mà trong vùng đó có vài thực thể thuộc vào quần đảo này.
Tại Hội nghị San Francisco năm 1951 về việc phân định các vùng lãnh thổ, hải đảo mà Đế quốc Nhật Bản từng chiếm giữ, quần đảo Trường Sa là đối tượng tuyên bố chủ quyền của nhiều bên tranh chấp bao gồm Liên hiệp Pháp, Trung Quốc, Đài Loan, Philippines, Malaysia và Indonesia. Kết quả là Hội nghị không công nhận chủ quyền của quốc gia nào, quần đảo này được coi là vô chủ và càng gây ra tranh chấp dữ dội hơn sau này.
Tất cả những nước tham gia tranh chấp quần đảo này, trừ Brunei, đều có quân đội cùng vũ khí, khí tài, thiết bị và nhân viên quân sự đồn trú tại nhiều căn cứ trên các đảo nhỏ và đá ngầm khác nhau. Năm 1956, Đài Loan chiếm giữ đảo Ba Bình. Đầu thập niên 1970, Philippines chiếm 7 đảo và các rạn đá thuộc khu vực phía đông quần đảo. Tháng 3 năm 1988, Việt Nam và Trung Quốc đụng độ quân sự tại ba rạn đá là Gạc Ma, Cô Lin và Len Đao. Tháng 2 năm 1995 và tháng 11 năm 1998, giữa Trung Quốc và Philippines đã hai lần bùng phát căng thẳng chính trị do hành động giành và củng cố quyền kiểm soát đá Vành Khăn của phía Trung Quốc. Dù rằng Công ước Liên Hợp Quốc về Luật biển đã ra đời nhằm xác định các vấn đề về ranh giới trên biển nhưng bản thân Công ước lại không có điều khoản nào quy định cách giải quyết các tranh chấp về chủ quyền đối với các thực thể thuộc quần đảo.

## Địa lý tự nhiên
Quần đảo Trường Sa là một tập hợp gồm nhiều đảo san hô, cồn cát, rạn đá (ám tiêu) san hô nói chung (trong đó có rất nhiều rạn san hô vòng, tức rạn vòng hay rạn đá san hô vòng, "đảo" san hô vòng) và bãi ngầm rải rác từ 6°12' đến 12°00' vĩ Bắc và từ 111°30' đến 117°20' kinh Đông, trên một diện tích gần 160.000 km²  (nguồn khác: 410.000 km²) ở giữa biển Đông. Quần đảo này có độ dài từ tây sang đông là 800 km, từ bắc xuống nam là 600 km với độ dài đường bờ biển đạt 926 km. Mỗi tài liệu lại có một con số thống kê riêng về số lượng thực thể địa lý của quần đảo này: hơn 100 đảo và rạn đá ngầm (CIA), 137 "đảo-đá-bãi" (Nguyễn Hồng Thao), khoảng 160 đảo nhỏ-cồn cát-rạn đá ngầm-bãi cát ngầm/bãi cạn-bãi ngầm đã đặt tên (Trung Quốc).

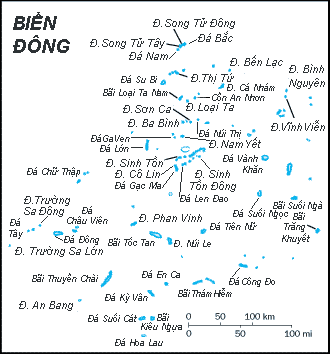
Quần đảo Trường Sa

Tổng diện tích đất nổi của quần đảo rất nhỏ, không quá 5 km² (nguồn khác: 11 km² ) do số lượng đảo thực sự rất ít mà chủ yếu là các rạn san hô thường và rạn san hô vòng chìm ngập dưới nước khi thủy triều lên. Các hòn đảo san hô ở Trường Sa tương đối bằng phẳng và thấp, ngay cả khi so sánh với một quần đảo san hô khác gần đó là quần đảo Hoàng Sa. Theo CIA, điểm cao nhất của Trường Sa nằm trên đảo Song Tử Tây với cao độ 4 m so với mực nước biển.

### Địa hình và địa chất
Quần đảo Trường Sa là một vỉ lục địa bị nhận chìm vào đầu đại Kainozoi do tách giãn lục địa Đông Nam Á, xoay chuyển và trượt dần về phía tây nam. Thềm lục địa Trường Sa là một dải địa hình tương đối hẹp, kéo dài tự nhiên của các đảo từ độ sâu 0–200 m quanh đảo, sâu từ 60 đến 80 m. Thành phần cấu tạo dải này thường là các mảnh vụn san hô, chủ yếu là hạt thô. Trong khi đó, sườn lục địa Trường Sa là một dải bao quanh thềm lục địa, kéo dài từ mép thềm lục địa đến độ sâu 2.500 m, có nơi lên tới hơn 3.000 m; thành phần cấu tạo chủ yếu là từ đá gốc. Các bãi ngầm có bề mặt sườn là các bề mặt đổ dốc từ độ sâu 170 đến 1.500 m. Sườn của các rạn đá ngầm như đá Tây, Vành Khăn, Phan Vinh có sườn dốc gần như thẳng đứng.
Cả quần đảo bị chia cắt bởi các hệ thống đứt gãy có phương đông bắc - tây nam và tây bắc - đông nam, gồm ba nhóm chính là nhóm đứt gãy đông bắc - tây nam (nổi bật nhất), nhóm đứt gãy tây bắc - đông nam và nhóm đứt gãy hướng kinh tuyến - á vĩ tuyến (lệch so với vĩ tuyến). Ba nhóm này chia quần đảo Trường Sa thành ba cụm đảo có quy mô khác nhau:
- Cụm thứ nhất: tập hợp các thực thể ở phía bắc Trường Sa với mật độ phân bố dày và đồng đều, như cặp đảo Song Tử, bãi Đinh Ba, đảo Thị Tứ, Loại Ta, đá Cá Nhám, đảo Ba Bình, Sơn Ca, Nam Yết, Sinh Tồn và đá Lớn.
- Cụm thứ hai: tập hợp các thực thể ở phía đông và đông nam Trường Sa với mật độ phân bố thưa và đều, như đảo Bình Nguyên, Vĩnh Viễn, đá Vành Khăn, bãi Cỏ Mây, bãi Suối Ngà, đá Suối Ngọc, đá Núi Le, Tốc Tan, Phan Vinh, đá Tiên Nữ và đá Công Đo.
- Cụm thứ ba: tập hợp các thực thể ở phía nam và tây nam, phân bố rời rạc và rất không đồng đều về mặt kích thước, như đá Lát, đảo Trường Sa, đá Tây, đá Đông, đá Châu Viên, đá Chữ Thập, đảo An Bang, đá Thuyền Chài, đá Kỳ Vân, bãi Kiêu Ngựa và bãi Thám Hiểm.[14]

Lịch sử hình thành các đảo thuộc quần đảo Trường Sa bắt đầu từ cuối thế Pleistocen, đầu thế Holocen, và đa số chúng là phần nhô cao của các rạn vòng. Theo Nguyễn (1985), các rạn vòng nơi đây được đặc trưng bởi dạng kéo dài theo hướng đông bắc-tây nam, trong khi các đảo và mỏm đá ngầm thường nằm trên góc tây bắc, trái ngược với quy luật phân bố đảo trên các rạn vòng khác trên thế giới. Nguyên nhân của các hiện tượng vừa đề cập có thể là vì hướng gió đông bắc - tây nam và hoạt động kiến tạo trong kỉ Đệ tứ. Tại các rạn vòng này, cấu tạo của đảo nổi và hành lang san hô xung quanh đảo có ít sự khác biệt. Hành lang này thường có diện tích gấp từ 4 đến 35 lần so với diện tích đảo.
Các nhà khoa học Việt Nam đã nghiên cứu một số đảo như Nam Yết, Song Tử Tây, Trường Sa và phân chia địa hình tại đây thành ba mực địa hình theo độ cao, gồm 0,5-1,5 m; 2,0-3,5 m và 4,5–6 m, trong đó mực địa hình 4,5–6 m chỉ có ở phía tây đảo Song Tử Tây (cao nhất quần đảo). Trên một số đảo có một số túi nước ngọt ngầm ở tầng nông, hình thành khi nước mưa ngấm xuống. Tuy nhiên, trữ lượng và chất lượng loại nước này thay đổi theo không gian - thời gian và bị lẫn tạp chất ở tầng đất mặt cũng như lẫn nước biển; tính kiềm yếu là đặc trưng của nguồn nước này. Ngoài ra, diện tích các đảo cũng thay đổi tùy theo mùa; vào mùa đông diện tích giảm và tăng vào mùa hè. Sự sống còn của đảo lệ thuộc vào sự phát triển của san hô; nếu san hô chết sẽ khiến đảo dễ bị sóng và gió bão bào trụi.

### Khí hậu
Quần đảo Trường Sa nằm trong vùng khí hậu nhiệt đới với hai mùa. Gió mùa đông nam thổi qua Trường Sa từ tháng 3 đến tháng 4 trong khi gió mùa tây nam thổi từ tháng 5 đến tháng 11. Theo số liệu của McManus, Shao & Lin (2010), nhiệt độ không khí trung bình trong năm của quần đảo vào khoảng 27 °C. Tại Trạm khí tượng trên đảo Trường Sa, nhiệt độ trung bình đo được là 27,7 °C. Về mùa hè (tháng 5 đến tháng 10) nhiệt độ trung bình đạt 28,2 °C; giá trị cực đại đo được là 29,3 °C vào tháng 9. Về mùa đông (tháng 10 đến tháng 4), nhiệt độ trung bình là 28,8 °C, trong đó giá trị cực tiểu đo được là 26,4 °C vào tháng 2. Nhiệt độ trung bình tháng 4 (tháng chuyển tiếp từ mùa đông sang mùa hè) là 28,8 °C, còn nhiệt độ trung bình tháng 10 (tháng chuyển tiếp từ mùa hè sang mùa đông) là 27,8 °C, gần xấp xỉ với nhiệt độ trung bình năm. Nhìn chung biên độ dao động của nhiệt độ không khí vùng đảo Trường Sa không quá 4 °C.
Nhiệt độ nước biển bị ảnh hưởng rất lớn bởi yếu tố thời tiết. Do nằm trong vùng nhiệt đới nên tầm nhiệt độ cao là đặc trưng cho nước biển Trường Sa. Vào mùa đông, nhiệt độ trung bình là 26-28 °C và đạt cực tiểu 25-26 °C vào tháng 12 và tháng 1. Vào mùa hè, nhiệt độ trung bình tầng mặt là 29-31 °C và đạt cực đại là 31-32 °C vào tháng 5.
| Dữ liệu khí hậu của đảo Trường Sa (nhiệt độ nước biển) | Dữ liệu khí hậu của đảo Trường Sa (nhiệt độ nước biển) | Dữ liệu khí hậu của đảo Trường Sa (nhiệt độ nước biển) | Dữ liệu khí hậu của đảo Trường Sa (nhiệt độ nước biển) | Dữ liệu khí hậu của đảo Trường Sa (nhiệt độ nước biển) | Dữ liệu khí hậu của đảo Trường Sa (nhiệt độ nước biển) | Dữ liệu khí hậu của đảo Trường Sa (nhiệt độ nước biển) | Dữ liệu khí hậu của đảo Trường Sa (nhiệt độ nước biển) | Dữ liệu khí hậu của đảo Trường Sa (nhiệt độ nước biển) | Dữ liệu khí hậu của đảo Trường Sa (nhiệt độ nước biển) | Dữ liệu khí hậu của đảo Trường Sa (nhiệt độ nước biển) | Dữ liệu khí hậu của đảo Trường Sa (nhiệt độ nước biển) | Dữ liệu khí hậu của đảo Trường Sa (nhiệt độ nước biển) | Dữ liệu khí hậu của đảo Trường Sa (nhiệt độ nước biển) |
| Tháng                                                  | 1                                                      | 2                                                      | 3                                                      | 4                                                      | 5                                                      | 6                                                      | 7                                                      | 8                                                      | 9                                                      | 10                                                     | 11                                                     | 12                                                     | Năm                                                    |
| ------------------------------------------------------ | ------------------------------------------------------ | ------------------------------------------------------ | ------------------------------------------------------ | ------------------------------------------------------ | ------------------------------------------------------ | ------------------------------------------------------ | ------------------------------------------------------ | ------------------------------------------------------ | ------------------------------------------------------ | ------------------------------------------------------ | ------------------------------------------------------ | ------------------------------------------------------ | ------------------------------------------------------ |
| Cao kỉ lục °C                                          | 28.1                                                   | 29.2                                                   | 30.6                                                   | 31.7                                                   | 32.9                                                   | 32.4                                                   | 33.0                                                   | 31.6                                                   | 34.2                                                   | 31.4                                                   | 32.0                                                   | 30.4                                                   | 34.2                                                   |
| Trung bình ngày °C                                     | 26.2                                                   | 26.3                                                   | 27.5                                                   | 28.7                                                   | 29.6                                                   | 29.2                                                   | 28.5                                                   | 28.5                                                   | 28.6                                                   | 28.8                                                   | 28.5                                                   | 27.5                                                   | 28.2                                                   |
| Thấp kỉ lục °C                                         | 25.0                                                   | 24.6                                                   | 24.5                                                   | 25.8                                                   | 26.0                                                   | 26.7                                                   | 26.2                                                   | 26.7                                                   | 25.9                                                   | 26.4                                                   | 26.6                                                   | 25.6                                                   | 24.5                                                   |
| Cao kỉ lục °F                                          | 82.6                                                   | 84.6                                                   | 87.1                                                   | 89.1                                                   | 91.2                                                   | 90.3                                                   | 91.4                                                   | 88.9                                                   | 93.6                                                   | 88.5                                                   | 89.6                                                   | 86.7                                                   | 93.6                                                   |
| Trung bình ngày °F                                     | 79.2                                                   | 79.3                                                   | 81.5                                                   | 83.7                                                   | 85.3                                                   | 84.6                                                   | 83.3                                                   | 83.3                                                   | 83.5                                                   | 83.8                                                   | 83.3                                                   | 81.5                                                   | 82.7                                                   |
| Thấp kỉ lục °F                                         | 77.0                                                   | 76.3                                                   | 76.1                                                   | 78.4                                                   | 78.8                                                   | 80.1                                                   | 79.2                                                   | 80.1                                                   | 78.6                                                   | 79.5                                                   | 79.9                                                   | 78.1                                                   | 76.1                                                   |
| Nguồn: Trạm khí tượng Trường Sa (1986-1987)            |                                                        |                                                        |                                                        |                                                        |                                                        |                                                        |                                                        |                                                        |                                                        |                                                        |                                                        |                                                        |                                                        |

Mùa khô tại quần đảo kéo dài từ tháng 2 đến tháng 4 còn mùa mưa từ tháng 5 đến tháng 1 năm sau. Lượng mưa dao động từ 1.800 đến 2.200 mm. Trong giai đoạn 1954-1998, có tổng cộng 498 cơn bão ở biển Đông, trong đó có 89 trận đi qua hoặc phát sinh từ quần đảo Trường Sa. Một đặc điểm quan trọng là bão có xu hướng muộn dần từ bắc xuống nam. Cụ thể, bão chủ yếu xuất hiện ở phía bắc và trung tâm quần đảo trong tháng 10, trong khi bão đi qua phía nam rất ít và nếu có thì chủ yếu là trong tháng 11. Trong cơn bão, tốc độ gió cực đại ghi nhận trong giai đoạn 1977-1985 có thể lên đến 34 m/s so với mức trung bình mọi thời điểm là 5,9 m/s.
| Bão biển Đông (1954-1998)                      | Bão biển Đông (1954-1998) | Bão biển Đông (1954-1998) | Bão biển Đông (1954-1998) | Bão biển Đông (1954-1998) |
| Đặc trưng                                      | Qua quần đảo              | Qua phía bắc quần đảo     | Qua phía nam quần đảo     | Hình thành trong quần đảo |
| ---------------------------------------------- | ------------------------- | ------------------------- | ------------------------- | ------------------------- |
| Số cơn bão                                     | 34                        | 33                        | 2                         | 20                        |
| Tần suất trong 89 cơn bão                      | 38%                       | 37%                       | 2%                        | 22%                       |
| Tần suất trong 498 cơn bão                     | 7%                        | 6%                        | 0,4%                      | 4%                        |
| Nguồn: Bùi Nhi Thanh & Nguyễn Văn Lương (2007) |                           |                           |                           |                           |

### Phân cụm
Do sở hữu rất nhiều thực thể địa lý nên quần đảo Trường Sa được các nhà hàng hải quốc tế cũng như một số quốc gia phân chia thành nhiều cụm riêng biệt dựa trên sự gần gũi hoặc tương đồng về mặt địa lý hay đơn thuần chỉ là phân chia tương đối.

#### Việt Nam phân chia
Việt Nam chia quần đảo Trường Sa thành tám cụm là cụm Song Tử, cụm Thị Tứ, cụm Loại Ta, cụm Nam Yết, cụm Sinh Tồn, cụm Trường Sa, cụm An Bang (trước đây gọi là cụm Thám Hiểm) và cụm Bình Nguyên.
Cụm Song Tử
Cụm Song Tử là một tập hợp các thực thể địa lý nằm ở phần tây bắc của quần đảo Trường Sa. Gọi là Song Tử vì hai đảo Song Tử Đông và Song Tử Tây như một cặp đảo song sinh, vừa nằm gần nhau vừa có kích thước gần như tương đương. Cặp đảo này hợp cùng các rạn đá san hô như đá Nam, đá Bắc ở khu vực lân cận để tạo nên một vòng cung san hô lớn mà tài liệu hàng hải quốc tế gọi là (cụm) rạn Nguy Hiểm phía Bắc (tiếng Anh: North Danger Reef(s); tiếng Trung: 双子群礁; Hán-Việt: Song Tử quần tiêu). Tuy nhiên, Việt Nam còn gộp hai rạn vòng ngầm dưới nước ở phía đông của rạn Nguy Hiểm phía Bắc vào cụm Song Tử, cụ thể là bãi Đinh Ba và bãi Núi Cầu.
Cụm Thị Tứ

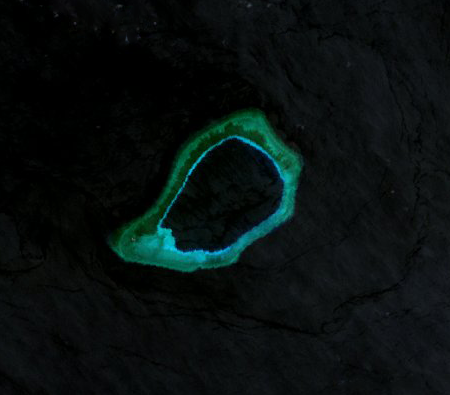
Đá Xu Bi là một rạn san hô vòng thuộc cụm Thị Tứ.

Cụm Thị Tứ là một tập hợp các thực thể địa lý nằm ở phía nam của cụm Song Tử và phía bắc của cụm Loại Ta. Cụm này chỉ có một đảo san hô là Thị Tứ (đứng thứ hai về diện tích trong quần đảo), còn lại đều là các rạn đá như đá Hoài Ân, đá Vĩnh Hảo, đá Xu Bi... Đá Xu Bi là trường hợp cá biệt do tách biệt hẳn về phía tây nam so với tất cả các thực thể còn lại. Trừ đá Xu Bi thì đảo Thị Tứ và các rạn đá lân cận cùng nhau tạo thành cụm rạn Thị Tứ (tiếng Anh: Thitu Reefs; tiếng Trung: 中业群礁; Hán-Việt: Trung Nghiệp quần tiêu) theo tài liệu hàng hải quốc tế.
Cụm Loại Ta
Cụm Loại Ta là một tập hợp các thực thể địa lý nằm ở phía nam của cụm Thị Tứ và phía bắc của cụm Nam Yết. Cụm này có hai đảo lớn là Loại Ta và Bến Lạc. Đảo Loại Ta là trung tâm của bãi san hô Loại Ta (tiếng Anh: Loaita Bank; tiếng Trung: 道明群礁; Hán-Việt: Đạo Minh quần tiêu) theo cách gọi của tài liệu hàng hải quốc tế; về hai phía đông-tây của đảo là các cồn cát và rạn san hô như bãi An Nhơn, bãi An Nhơn Bắc, bãi Loại Ta,... Về phía đông bắc của bãi san hô Loại Ta là một rạn đá ngầm lớn có tên là bãi Đường; tại đầu mút phía bắc của bãi này là một rạn đá ngầm với tên gọi đá An Lão. Trong khi đó, đảo Bến Lạc (đứng thứ ba về diện tích trong quần đảo) và đá Cá Nhám lại nằm tách biệt hẳn về phía đông của các thực thể trên.
Cụm Nam Yết

Cụm Nam Yết là một tập hợp các thực thể địa lý nằm ở phía nam cụm Loại Ta và phía bắc của cụm Sinh Tồn, gồm hàng loạt thực thể nổi bật như đảo Ba Bình (lớn nhất quần đảo), đảo Nam Yết, đảo Sơn Ca, đá Én Đất, đá Ga Ven,... Đa số các thực thể địa lý thuộc cụm này hợp thành một bãi san hô dạng vòng có tên gọi bãi san hô Tizard (tiếng Anh: Tizard Bank; tiếng Trung: 郑和群礁; Hán-Việt: Trịnh Hoà quần tiêu) theo tài liệu hàng hải quốc tế. Ngoài ra, về phía tây của bãi san hô Tizard còn có một số thực thể nằm riêng biệt như đá Lớn, đá Chữ Thập,...
Cụm Sinh Tồn
Cụm Sinh Tồn là một tập hợp các thực thể địa lý nằm ở phía nam cụm Nam Yết. Khái niệm "cụm Sinh Tồn" hầu như đồng nhất với khái niệm bãi san hô Liên Minh hay cụm rạn Liên Minh (tiếng Anh: Union Bank/Reefs; tiếng Trung: 九章群礁; Hán-Việt: Cửu Chương quần tiêu) của tài liệu hàng hải quốc tế. Cụm này chỉ có một đảo san hô là đảo Sinh Tồn, một cồn cát là đảo Sinh Tồn Đông, còn lại là rất nhiều rạn đá như đá Cô Lin, đá Gạc Ma, đá Len Đao,... Trong số này, đá Ba Đầu là rạn đá lớn nhất.
Cụm Trường Sa

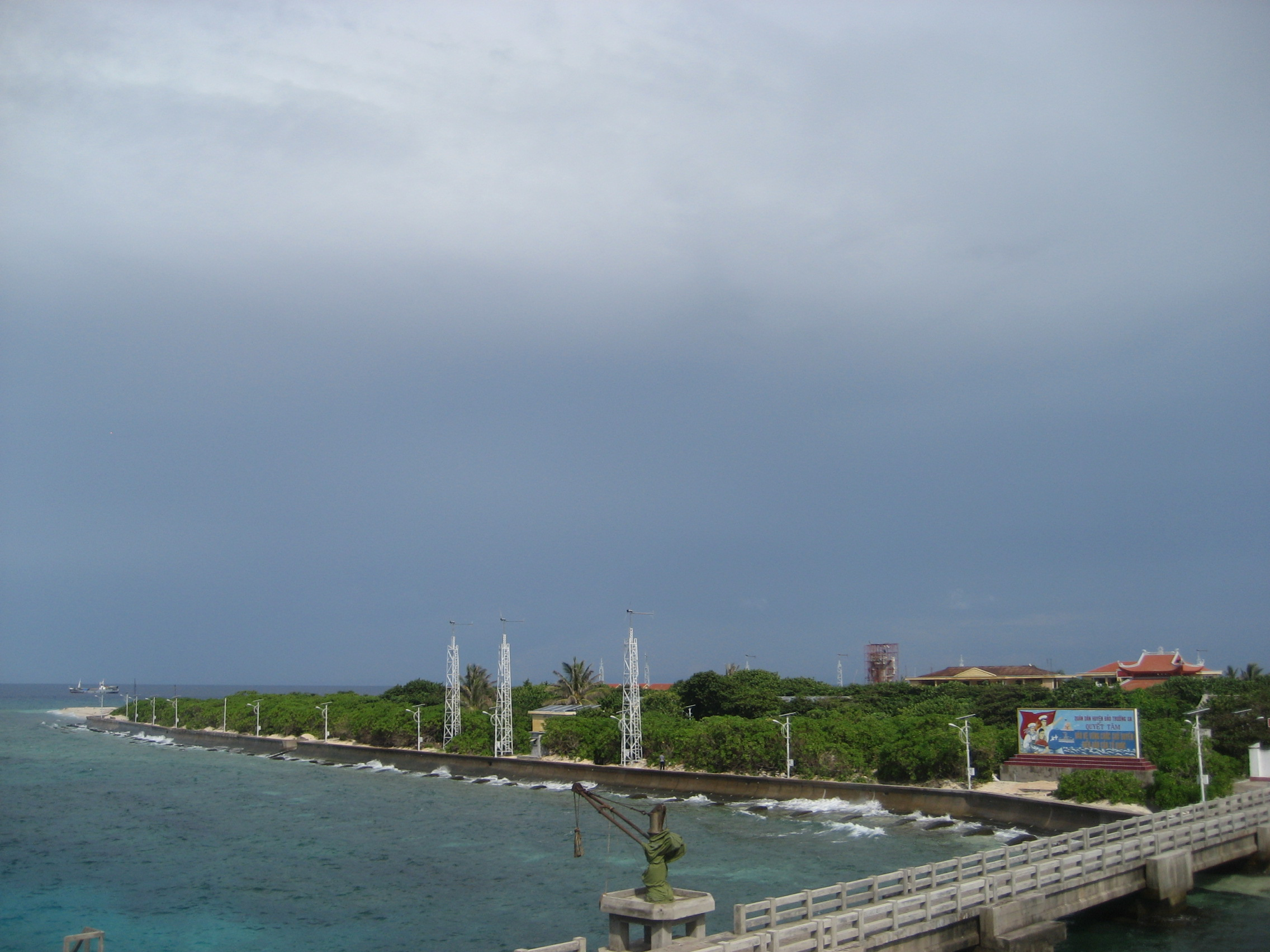
Đảo Trường Sa là một đảo san hô thuộc cụm Trường Sa. Trong ảnh: cầu tàu và một phần đảo Trường Sa.

Cụm Trường Sa là một tập hợp các thực thể địa lý nằm dàn trải theo chiều ngang từ tây sang đông ở phía nam của các cụm Nam Yết, Sinh Tồn và phía bắc của cụm Thám Hiểm, chủ yếu giữa hai vĩ tuyến 8° Bắc và 9° Bắc. Cụm này chỉ có một đảo san hô là đảo Trường Sa (biệt danh: Trường Sa Lớn), còn lại đều là rạn thường nói chung và rạn vòng nói riêng như đá Tây, đá Tiên Nữ, đảo Phan Vinh, đảo Trường Sa Đông... Bốn thực thể theo thứ tự từ tây sang đông gồm đá Tây, đảo Trường Sa Đông, đá Đông và đá Châu Viên cấu thành khái niệm cụm rạn Luân Đôn (tiếng Anh: London Reefs; tiếng Trung: 尹庆群礁; Hán-Việt: Doãn Khánh quần tiêu) theo tài liệu hàng hải quốc tế.
Cụm An Bang

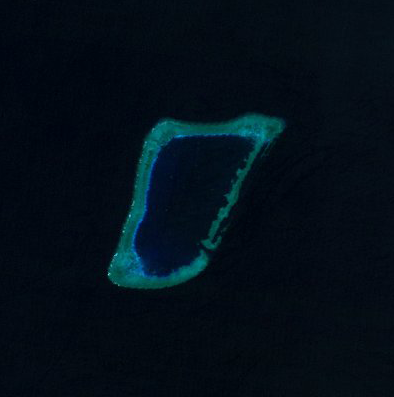
Bãi Trăng Khuyết là một rạn san hô vòng thuộc cụm An Bang.

Cụm An Bang (hay cụm Thám Hiểm) là một tập hợp các thực thể địa lý ở phía nam của quần đảo Trường Sa. Cụm này không có đảo san hô nào ngoài một cồn cát nổi bật là An Bang (quen gọi là đảo An Bang). Nhìn chung phần lớn thực thể địa lý của cụm này tạo thành một vòng cung lớn với phần lõm hướng về phía đông nam, trải dài từ đá Sác Lốt, qua đá Công Đo đến bãi Trăng Khuyết gần sát với Philippines. Một máng biển ngăn cách vòng cung này với thềm lục địa của đảo Borneo.
Cụm Bình Nguyên
Cụm Bình Nguyên là một tập hợp các thực thể địa lý hợp thành từ phần phía đông của quần đảo Trường Sa, trong khu vực gần với đảo Palawan, Philippines. Tuy cụm này có nhiều thực thể địa lý nhất so với các cụm còn lại nhưng số này lại phân tán rải rác trên một vùng biển rộng lớn. Vĩnh Viễn và Bình Nguyên là hai đảo duy nhất của cụm, trong đó đảo Bình Nguyên đang chịu tác động của hiện tượng xói mòn. Số thực thể còn lại đều là những dạng rạn đá (ví dụ rạn vòng) và các bãi cát ngầm/bãi cạn cùng bãi ngầm.

#### Trung Quốc phân chia
Ngày 25 tháng 4 năm 1983, Nhân dân Nhật báo của Trung Quốc đã công khai danh sách 287 địa danh thuộc biển Đông, trong đó có tổng cộng 193 địa danh liên quan đến quần đảo Nam Sa. Về mặt tên gọi, địa danh do Trung Quốc đặt thể hiện một phần tính chất của thực thể như đảo, cồn cát (sa châu), rạn đá ngầm (ám tiêu), bãi cát ngầm/bãi cạn (ám sa), bãi ngầm (ám than) và cả các luồng lạch (môn, thủy đạo) cho tàu thuyền. Nghiên cứu đăng tải trên mạng Hải Nam sử chí thể hiện rằng Trung Quốc phân biệt cả các loại hình rạn đá khác nhau như rạn mặt bàn (đài tiêu) hay rạn vòng (hoàn tiêu) để làm cơ sở phân loại chi tiết hơn.
Cách hiểu của Trung Quốc về quần đảo Nam Sa khác so với cách hiểu hiện thời của bản đồ hành chính Việt Nam về quần đảo Trường Sa ở chỗ nước này còn gộp rất nhiều thực thể địa lý trong khu vực gần Malaysia và Brunei (hầu như đều là bãi cát ngầm/bãi cạn và bãi ngầm) vào tổng thể Nam Sa. Dưới đây là danh sách nhóm và phân nhóm của khái niệm Nam Sa theo mạng Hải Nam sử chí (Trung Quốc):
| Số thứ tự | Nhóm     | Phân nhóm                                                                                                | Quan điểm của Việt Nam |
| --------- | -------- | --- | --- |
| 1         | Bắc      | Bắc | Cụm Song Tử |
| 1         | Bắc      | Trung | Cụm Thị Tứ, cụm Loại Ta và phần lớn cụm Nam Yết |
| 1         | Bắc      | Nam | Cụm Sinh Tồn |
| 2         | Đông Bắc | Bãi ngầm Lễ Nhạc                                                                                         | Khu vực bãi Cỏ Rong, bãi Đá Bắc, đá Gò Già và đá Đồng Thạnh của cụm Bình Nguyên                                                                                                  |
| 2         | Đông Bắc | Ngoại vi bãi ngầm Lễ Nhạc                                                                                | Phần lớn cụm Bình Nguyên như bãi Tổ Muỗi, bãi Nam,... và bãi Trăng Khuyết thuộc cụm Thám Hiểm                                                                                    |
| 2         | Đông Bắc | Rạn vòng Phí-Mã                                                                                          | Ám tiêu san hô có hai đảo Bình Nguyên và Vĩnh Viễn (thuộc cụm Bình Nguyên) |
| 3         | Trung    | vùng luồng lạch Nam Hoa                                                                                  | Đá Chữ Thập của cụm Nam Yết và một vùng nằm giữa các cụm Nam Yết, Sinh Tồn và Trường Sa                                                                                          |
| 3         | Trung    | Vùng vòng cung phía đông                                                                                 | Gồm hầu hết phần phía đông của cụm Trường Sa, hầu hết cụm Thám Hiểm và cả khu vực rạn san hô Louisa.                                                                             |
| 3         | Trung    | Vùng vòng cung phía tây                                                                                  | Phần phía tây của cụm Trường Sa cùng với bãi Vũng Mây. Việt Nam xem bãi Vũng Mây là một phần của vùng đặc quyền kinh tế - thềm lục địa và không thuộc Trường Sa.                 |
| 3         | Trung    | Khu vực trung bộ máng biển                                                                               | Vài thực thể đơn lẻ thuộc cụm Thám Hiểm và cụm Trường Sa |
| 4         | Tây Nam  | Khu vực năm bãi ngầm là Tây Vệ, Quảng Nhã, Nhân Tuấn, Lý Chuẩn và Vạn An                                 | Khu vực năm bãi ngầm là Phúc Nguyên, Phúc Tần, Huyền Trân, Quế Đường và Tư Chính; Việt Nam xem năm bãi này thuộc vùng đặc quyền kinh tế - thềm lục địa và không thuộc Trường Sa. |
| 5         | Nam      | Bãi cạn/Bãi cát ngầm Bắc Khang (北康暗沙, tương đương North Luconia Shoals, tức cụm bãi cạn Luconia Bắc) | Việt Nam không đòi hỏi. |
| 5         | Nam      | Bãi cạn/Bãi cát ngầm Nam Khang (南康暗沙, tương đương South Luconia Shoals, tức cụm bãi cạn Luconia Nam) | Việt Nam không đòi hỏi. |
| 5         | Nam      | Bãi cát ngầm Tăng Mẫu (曾母暗沙, tương đương James Shoal, tức bãi ngầm James)                            | Việt Nam không đòi hỏi. |

## Hệ động thực vật

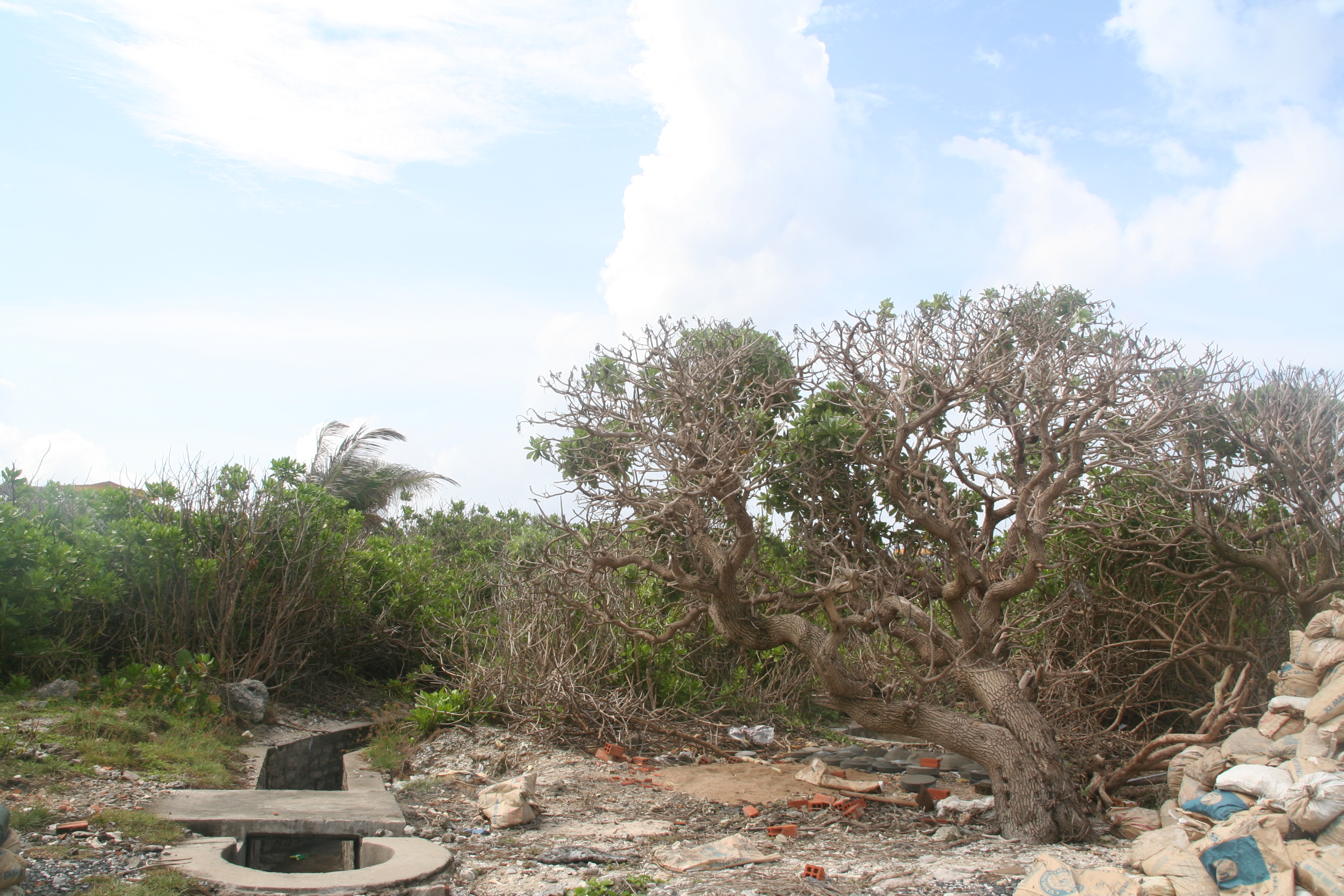
Một cây phong ba (Heliotropium foertherianum) già cỗi trên đảo Trường Sa.

Do sở hữu hàng trăm rạn san hô rải rác khắp một vùng biển rộng lớn nên quần đảo Trường Sa là nơi có đa dạng sinh học cao. Ước tính có đến mười nghìn loài sinh vật sinh sống tại vùng biển Trường Sa. Theo Nguyễn & Đặng (2009), có 329 loài san hộ thuộc 69 chi và 15 họ cùng nhau tạo lập nên các rạn san hô Trường Sa. Tuy nhiên, phân bố loài san hô rất không đồng đều và chỉ tập trung vào một số họ như họ San hô lỗ đỉnh (66 loài), họ San hô não (46 loài), họ San hô khối (17 loài), họ San hô nấm (14 loài),... Các hệ sinh thái rạn san hô nơi đây không chỉ là nơi cư ngụ lý tưởng cho các sinh vật biển mà còn là nơi nuôi dưỡng nguồn lợi thủy sản dồi dào cho toàn vùng biển Đông.

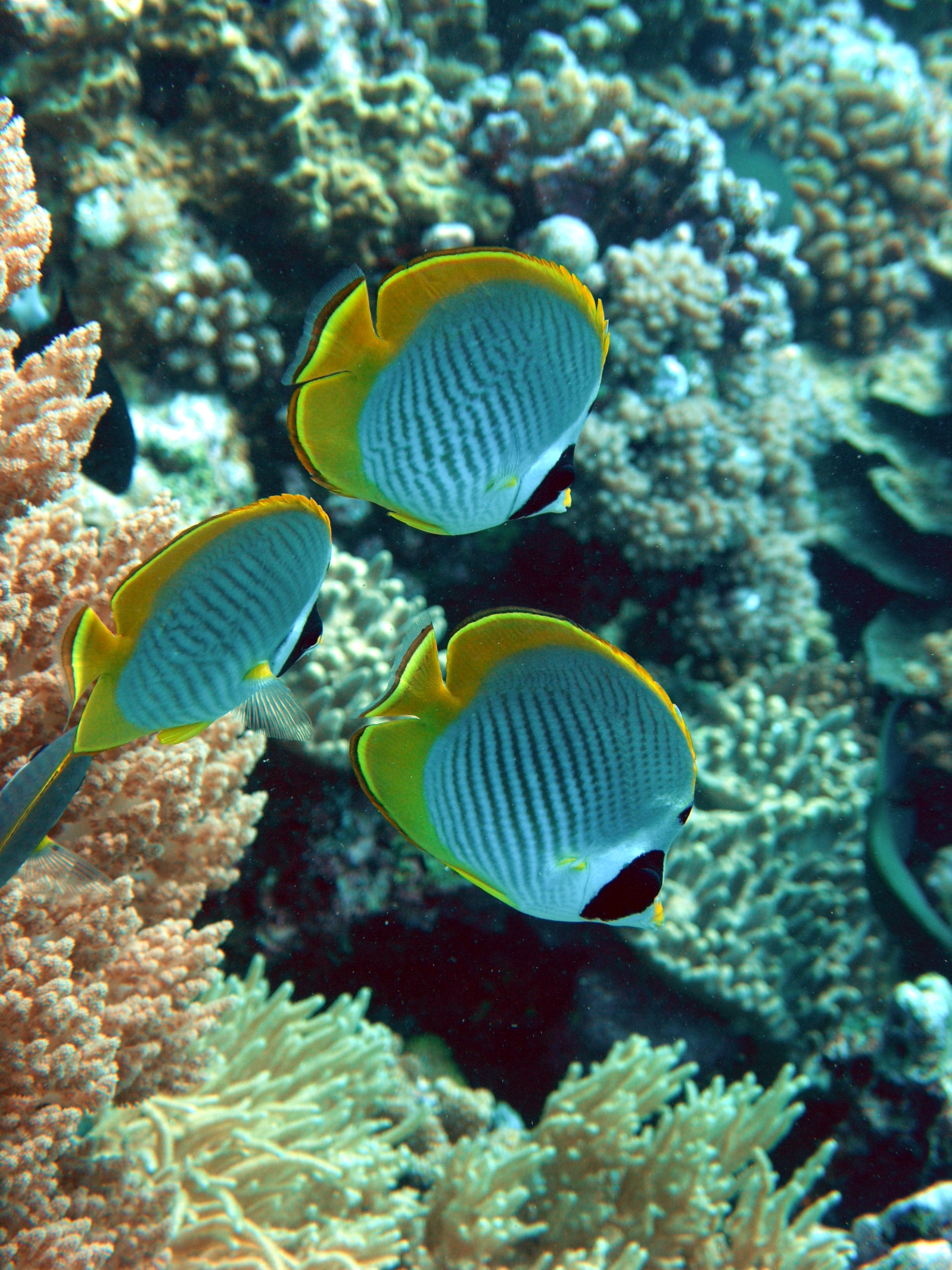
Cá chim nàng (cá bướm Philippines; Chaetodon adiergastos)

Về động vật, nghiên cứu của McManus, Shao & Lin (2010) cho biết rằng tại khu vực xung quanh đảo Ba Bình cho biết có 399 loài cá rạn san hô đến từ 49 họ; 190 loài san hô từ 69 chi thuộc 25 họ; 99 loài động vật thân mềm; 91 loài động vật không xương sống thuộc 72 chi; 27 loài động vật giáp xác; 14 loài giun nhiều tơ và 4 loài động vật da gai. Người ta cũng ghi nhận 59 loài chim khác nhau tại đảo này, trong đó chủ yếu là chim điên nâu, chim điên chân đỏ, hải âu mặt trắng, nhàn mào và nhàn trắng. Hai loài bò sát là đồi mồi và đồi mồi dứa cũng thường lên đảo Ba Bình để đẻ trứng. Tại khu vực phía đông quần đảo, có 314 loài cá rạn san hô, trong đó có 156 loài có giá trị thương mại (McManus & Meñez, 1997, dẫn lại số liệu của Castañeda, 1988). Một nghiên cứu của Malaysia tại đá Hoa Lau đã chỉ ra rằng có 205 loài cá thuộc 61 họ, trong đó nhiều nhất là họ Bàng chài, họ Cá thia, họ Cá đuôi gai và họ Cá bướm. Nghiên cứu về các loài cá rạn san hô sống tại biển Trường Sa của Nguyễn (1994) cho thấy có 326 loài cá rạn san hô thuộc 117 chi, đến từ 44 họ và 13 bộ. Trong đó, các họ có sự đa dạng về loài nhất là họ Cá thia (53 loài, 12 chi), họ Bàng chài (32 loài, 14 chi), họ Cá mó (27 loài, 3 chi), họ Cá bướm (24 loài, 6 chi), họ Cá hồng (18 loài, 7 chi), họ Cá mú (18 loài, 6 chi) và họ Cá đuôi gai (16 loài, 4 chi). Ngoài cá rạn san hô, nhiều loài cá nổi biển khơi xa bờ cũng hiện diện tại Trường Sa, đến từ một số họ như họ Cá khế, họ Cá thu ngừ, họ Cá nhám (Carchahinidae) và họ Cá thu rắn.
Về thực vật, McManus, Shao & Lin (2010) thống kê được 109 loài thực vật có mạch ở khu vực đảo Ba Bình. Nurridan (2004) đã nghiên cứu phá nước (vụng biển) của đá Hoa Lau và xác định được 2 loài cỏ biển và 19 loài tảo biển, trong đó lớp tảo lục có 12 loài, lớp tảo nâu có 2 loài và lớp tảo đỏ có 5 loài. Tại một số đảo do Việt Nam kiểm soát, người ta ghi nhận một số loài thực vật hợp với thổ nhưởng khô cằn và nhiễm mặn như bàng vuông, bão táp, muống biển, phi lao, phong ba,... Nhìn chung, thảm thực vật trên các đảo có tuổi rất trẻ vì đảo mới hình thành trong thời kì địa chất gần đây. Các đảo ở phía nam như An Bang, Trường Sa có thảm thực vật kém phát triển hơn các đảo ở phía bắc như Sơn Ca, Ba Bình, Song Tử Tây.
Môi trường của quần đảo Trường Sa bị xâm hại nghiêm trọng do ngư dân từ Việt Nam, Philippines và miền nam Trung Quốc khai thác thủy sản bằng các phương pháp tận diệt như vét cá, đánh cá bằng thuốc nổ và bằng chất độc natri xyanua. Binh lính các quốc gia đóng quân tại đây khai thác rùa biển và trứng của chúng, đồng thời còn đe dọa các sinh vật nhạy cảm sống ở nơi nước nông khi họ xây dựng công sự và đường băng.
Nhiều năm qua đã có một số nỗ lực nhằm bảo vệ môi trường sinh thái ở quần đảo. Ngày 8 tháng 6 năm 1982, Bộ Tài nguyên Philippines lập hai khu bảo tồn rùa biển ở đảo Loại Ta và đá An Nhơn; từ tháng 8 năm 2008, có thêm khu bảo vệ rùa biển đẻ trứng trên đảo Thị Tứ; trên Vĩnh Viễn có khu bảo tồn chim. Ngày 3 tháng 3 năm 2007, Đài Loan lập khu bảo vệ rùa biển đẻ trứng, lấy đảo Ba Bình là trung tâm rồi mở rộng ra 12 hải lý xung quanh. Việt Nam thì có kế hoạch lập khu bảo tồn biển xung quanh đảo Nam Yết với diện tích 35.000 ha từ năm 2010.
Sinh vật tại vùng biển quanh đá Hoa Lau.
- Cá hề cà chua (Amphiprion frenatus).
- Cá đuối chấm xanh (Taeniura lymma).
- Chaetodon ulietensis - một loài thuộc họ Cá bướm.
- Hệ động vật phong phú tại vùng biển quanh đá Hoa Lau.

## Lịch sử

Sự thay đổi nhận thức về các đảo và quần đảo trên biển Đông của Phương Tây (châu Âu) từ thế kỷ 18 sang thế kỷ 19 (1710-1794-1801-1826).

Bản sao bản đồ Biển Đông và vùng Đông Nam Á của Matteo Ricci, vẽ trong "Khôn dư vạn quốc toàn đồ" in tại Trung Quốc năm 1602, về sau được người Nhật Bản ghi thêm dòng chú thích bằng chữ Hán "万里長沙" (Vạn Lý Trường Sa).

Từ thế kỷ 16 đến 18, người châu Âu từ các quốc gia như Bồ Đào Nha, Hà Lan, Anh Quốc và Pháp vẫn chưa phân biệt rõ sự khác nhau giữa quần đảo Trường Sa với quần đảo Hoàng Sa. Trên bản đồ thường ghi I de Pracell như bản đồ Bartholomen Velho (1560), bản đồ Fernao Vaz Dourado (1590), bản đồ Van Langren (1595)... Cho đến năm 1787-1788, đoàn khảo sát Kergariou Locmaria mới xác định rõ vị trí của quần đảo Paracel (chính xác là quần đảo Hoàng Sa hiện nay) và từ đó người phương Tây mới bắt đầu phân biệt quần đảo Hoàng Sa ở phía bắc với một quần đảo khác ở phía nam, tức quần đảo Trường Sa.

### Tên gọi
Sang thế kỷ 18 và thế kỷ 19 thì các nhà hàng hải châu Âu thỉnh thoảng đi ngang qua vùng Trường Sa. Đến năm 1791 thì Henry Spratly người Anh du hành qua quần đảo và đặt tên cho đá Vành Khăn là Mischief. Năm 1843 Richard Spratly đặt tên cho một số thực thể địa lý thuộc Trường Sa, trong đó có Spratly's Sandy Island cho đảo Trường Sa. Kể từ đó Spratly dần trở thành tên tiếng Anh của cả quần đảo.
Đối với người Việt thì thời nhà Lê các hải đảo ngoài khơi phía đông được gọi chung là Đại Trường Sa đảo. Đến thời nhà Nguyễn triều vua Minh Mạng thì tên Vạn Lý Trường Sa (萬里長沙) xuất hiện trong bản đồ Đại Nam nhất thống toàn đồ của Phan Huy Chú. Bản đồ này đặt nhóm Vạn Lý Trường Sa ở phía nam nhóm Hoàng Sa (黄沙). Về mặt địa lý thì cả hai nhóm đều được khoanh lại thành một quần đảo lớn nằm dọc bờ biển miền trung nước Đại Nam.

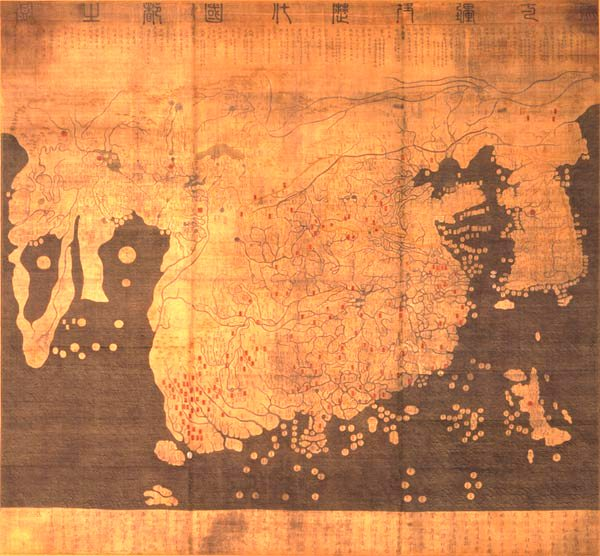
"Hỗn nhất cương lý lịch đại quốc đô chi đồ" (混一疆理歷代國都之圖).

Phần bản đồ Biển Đông và các quốc gia ven bờ tây của nó, trích từ Đại Thanh vạn niên nhất thống thiên hạ toàn đồ (大清萬年一統天下全圖). Bản đồ gốc là bản đồ mô tả Thế giới qua góc nhìn của người nhà Thanh Trung Quốc vào cuối thế kỷ 18 đến đầu thế kỷ 19: Việt Nam (An Nam quốc (安南國, Đàng Ngoài) và Quảng Nam (廣南本安南地, Đàng Trong)), Thái Lan (暹羅國, Xiêm La quốc), Lào (車里 (Xa Lý), 老撾 (Lão Qua)), Chân Lạp (小真嶼, 大真嶼, tiểu và đại Chân Dự) và các đảo nhỏ thuộc Biển Đông: Ngoại La Sơn (外羅山, đảo Lý Sơn), Vạn Lý Trường Sa (萬里長沙, quần đảo Hoàng Sa), Vạn Lý Thạch Đường (萬里石塘, quần đảo Trường Sa), tiểu và đại Côn Lôn (崑崙, Côn Đảo).

Tên gọi theo phía Trung Quốc: "Hỗn nhất cương lý lịch đại quốc đô chi đồ" (混一疆理歷代國都之圖) thời nhà Minh có đánh dấu vị trí của Thạch Đường, và vị trí này hiện được phía Trung Quốc cho là tương ứng với Nam Sa (Trường Sa) hiện tại. Bản đồ "The Selden Map of China" được lưu trữ tại thư viện Đại học Oxford (Anh), được cho là "Thiên hạ hải đạo toàn đồ" hay "Đông - Tây dương hàng hải đồ" và được làm ra vào khoảng năm Thiên Khải thứ 4 (1624), có ghi địa danh Vạn Lý Thạch Đường (萬里石塘), (phía đông của đảo mang tên Ngoại La (外羅), tức đảo Lý Sơn), ở kề cận phía nam-tây nam của Vạn Lý Trường Sa (萬里長沙). Năm 1935, Trung Hoa Dân Quốc đã xuất bản "Biểu đối chiếu tên gọi Hoa-Anh các đảo thuộc Nam Hải Trung Quốc", trong đó nước này gọi Trường Sa là Đoàn Sa (團沙) còn địa danh Nam Sa thời đó là để chỉ thứ mà ngày nay được gọi là Trung Sa. Ngày 1 tháng 12 năm 1947, nước này công bố tên Trung Quốc cho hàng loạt thực thể thuộc biển Đông và đặt chúng dưới sự quản lý của mình. Trong tấm bản đồ mới, Trung Hoa Dân Quốc lần đầu tiên vẽ đường mười một đoạn đứt khúc (tiền thân của đường chín đoạn) thay cho đường vẽ bằng nét liền trước đây, đồng thời họ đổi tên Nam Sa thành Trung Sa và đổi tên Đoàn Sa thành Nam Sa.
Học giả Trung Hoa thế kỷ 19, khi viết và vẽ về địa lý các nước trên toàn thế giới cũng không cho rằng các quần đảo Hoàng Sa và Trường Sa thuộc Trung Quốc, thậm chí vài người họ còn ngầm thể hiện cho độc giả hiểu là các quần đảo Hoàng Sa và Trường Sa ngày nay là thuộc Việt Nam. Từ Kế Dư (1795-1873), học giả Trung Quốc đầu tiên thời cận đại thực sự "mở mắt nhìn ra thế giới" (khai nhãn khán thế giới) qua bộ sách lịch sư địa lý mang tên "Doanh hoàn chí lược" (瀛寰志略)ː đã vẽ bản đồ Trung Quốc thời nhà Thanh với cực nam là Quỳnh Châu (đảo Hải Nam), đồng thời trong tập Doanh hoàn chí lược/Á Tế Á Nam Dương tân hải các quốc (Châu Áː các nước ven bờ biển Nam Dương), phần viết về Việt Nam đề cập tới Vạn lý Trường Sa và Thiên lý Thạch Đường là những tên gọi người Trung Quốc thời đó gọi quần đảo Hoàng Sa và quần đảo Trường Sa, cũng viết rõ "Quỳnh (châu) là châu lớn địa đầu" Trung Quốc. Trong Doanh hoàn chí lược (1849), Từ Kế Dư viếtː
"... 陳資齋《海國聞見錄》云：

「安南以交趾為東京，以廣南為西京。

由廈門赴廣南，取道南澳，見廣之魯萬山，瓊之大洲頭，過七洲洋，

取廣南外之咕嗶羅山，而至廣南，計水程七十二更。

赴交趾則由七洲洋西繞北而進，計水程七十四更。

七洲洋在瓊州府萬州之東南，往南洋者必經之路。

中國商舶行海，以望見山形為標識。

至七洲洋，則浩渺一水，無鳥嶼可認，偏東則犯萬里長沙、

千里石塘，偏西則溜入廣南灣。

舟行至此，罔不惕惕。風極順利，亦必六七日方能渡過。

七洲洋有神鳥，似海雁而小，紅嘴綠腳，尾帶一箭，長二尺許，名曰箭鳥。

行舟或迷所向，則飛來導之。」..."

Trần Tư Trai《Hải quốc văn kiến lục》vân：

"An Nam dĩ Giao Chỉ vị Đông Kinh，dĩ Quảng Nam vị Tây kinh.

do Hạ Môn phó Quảng Nam，thủ đạo nam Áo，kiến quảng chi Lỗ Vạn sơn，Quỳnh chi đại châu đầu，quá Thất Châu Dương，

thủ Quảng Nam ngoại chi Cô Tất La sơn，nhi chí Quảng Nam, kế thủy trình thất thập nhị canh.

phó Giao Chỉ tắc do Thất Châu Dương tây nhiễu bắc nhi tiến，kế thủy trình thất thập tứ canh.

Thất Châu Dương tại Quỳnh Châu phủ Vạn châu chi đông nam，vãng Nam Dương giả tất kinh chi lộ.

Trung Quốc thương bạc hành hải，dĩ vọng kiến sơn hình vị tiêu thức。chí Thất Châu Dương，tắc hạo miểu nhất thủy，vô điểu dữ khả nhận，thiên đông tắc phạm Vạn lý Trường Sa、

Thiên lý Thạch Đường，thiên tây tắc lưu nhập Quảng Nam loan.

chu hành chí thử，võng bất dịch dịch。phong cực thuận lợi，diệc tất lục thất nhật phương năng độ quá.

Thất Châu Dương hữu thần điểu，tự hải nhạn nhi tiểu，hồng chủy lục cước，vĩ đái nhất tiễn，trường nhị xích hứa，danh viết tiễn điểu。hành chu hoặc mê sở hướng，tắc phi lai đạo chi.").

Dịch nghĩa làː "...Trần Tư Trai 《Hải quốc văn kiến lục》nói: 《An Nam lấy Giao Chỉ làm Đông Kinh, lấy Quảng Nam làm Tây kinh. Từ Hạ Môn đến Quảng Nam, đi theo đường nam Áo, nhìn rộng ra là Lỗ Vạn sơn, Quỳnh là châu lớn địa đầu, vượt qua Thất Châu Dương, đi theo phía  ngoài Quảng Nam là Cô Tất La sơn, đến Quảng Nam, tính toán thủy trình hết khoảng 72  canh (giờ đi thuyền). Đi đến Giao Chỉ từ Thất Châu Dương tiến tới theo hướng tây vòng sang bắc, tính toán thủy trình hết khoảng 74  canh (giờ đi thuyền). Thất Châu Dương nằm ở phía đông nam của Vạn Châu thuộc phủ Quỳnh Châu, để đến Nam Dương ắt phải đi đường dọc xuống xuyên qua nó. Thuyền buôn Trung Quốc đi biển, trông vào hình non dạng đá (nổi  trên mặt biển) làm tiêu dẫn đường. Tới Thất Châu Dương, lênh đênh trên biển nước bao la, không hề thấy đảo (cồn) chim nào, lệch về phía đông ắt tới Vạn lý Trường Sa và Thiên lý Thạch Đường, lệch về phía tây chắc chảy vào vịnh Quảng Nam. Thuyền đi đến đó (Thất Châu Dương), gặp tại nạn vì không thận trọng cảnh giác. Gió rất thuận lợi, cũng sẽ phải mất 6 đến 7 ngày để có thể vượt qua nó. Thất Châu Dương có chim thần, giống như một con ngỗng (nhạn) biển (lông nhỏ), mỏ đỏ chân xanh, vòng đuôi như mũi tên, dài khoảng hai thước, nên gọi là tiễn điểu. Giúp người đi thuyền hoặc lạc đường trên biển, dò đường theo hướng chim bay.》..."

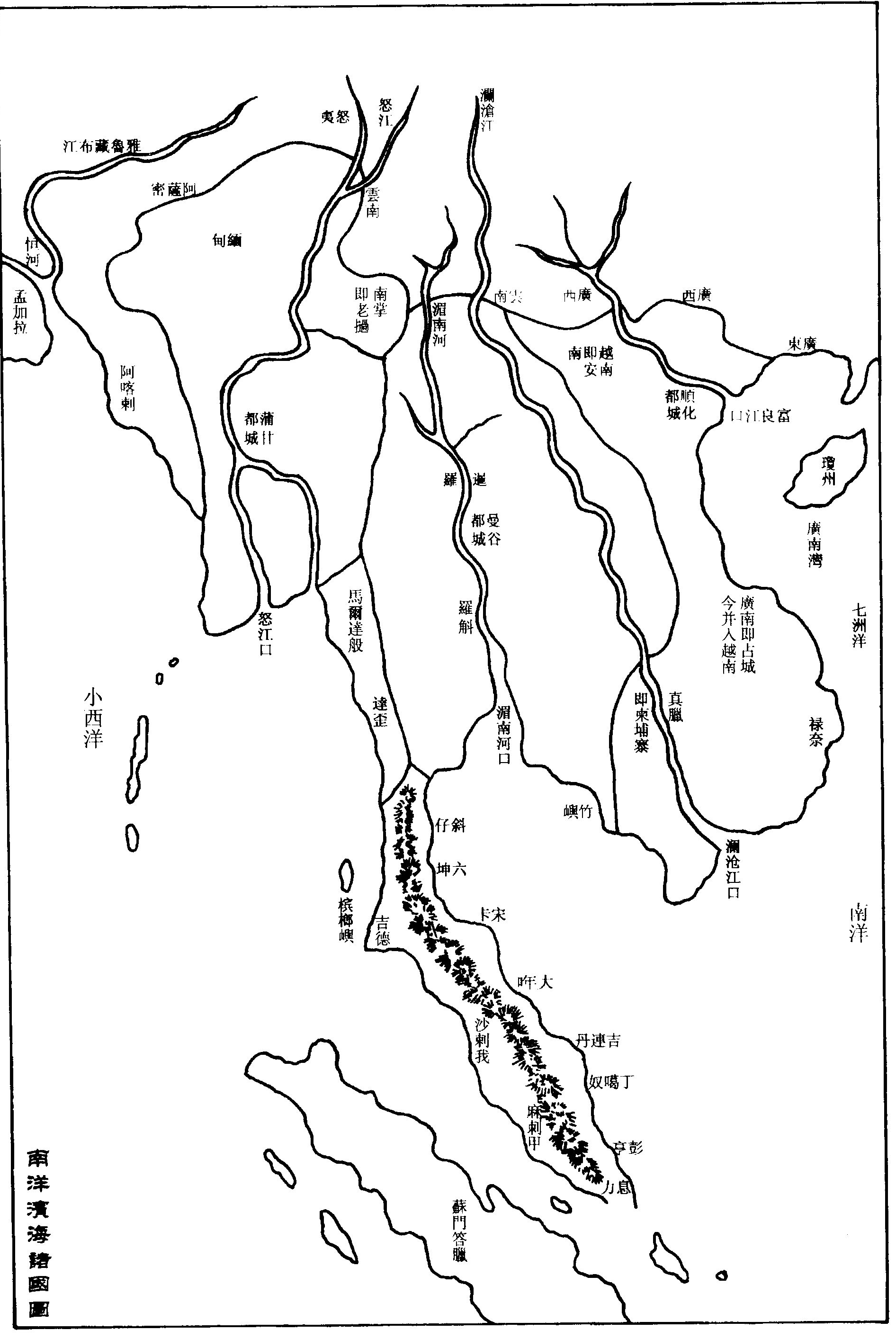
Tên gọi và vị trí các vùng Biển Đông người Trung Quốc gọi vào thế kỷ 19ː Quảng Nam loan (廣南灣), Thất Châu Dương (七洲洋), Nam Dương (南洋), trong bản đồ Nam Dương tân hải các quốc, của sách Doanh hoàn chí lược.

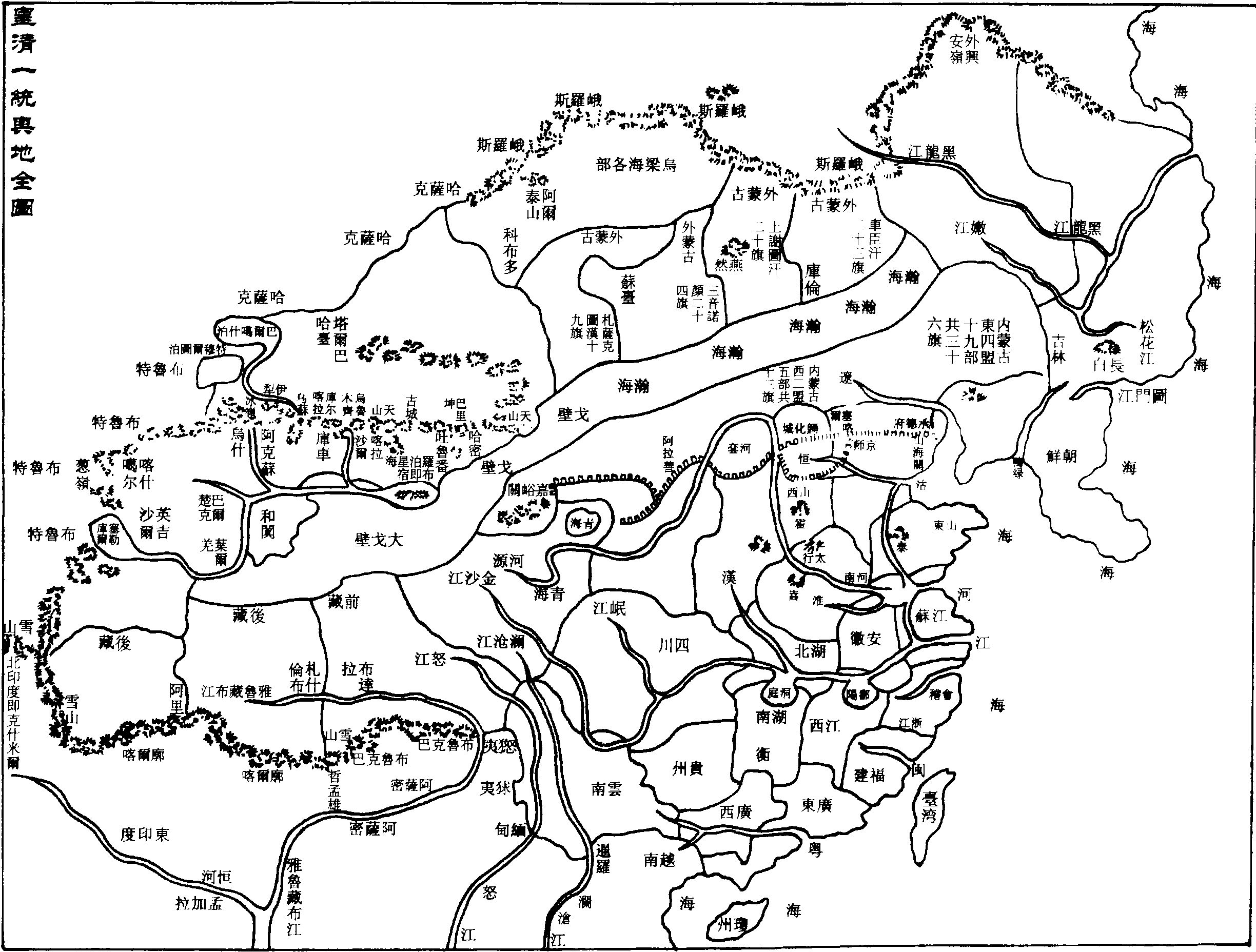
Bức Hoàng Thanh nhất thống dư địa toàn đồ(皇清一統輿地全圖), trong Doanh hoàn chí lược, thể hiện cực nam của Trung Quốc thời nhà Thanh là đảo Hải Nam (tức Quỳnh Châu (瓊州)).

## Tranh chấp chủ quyền

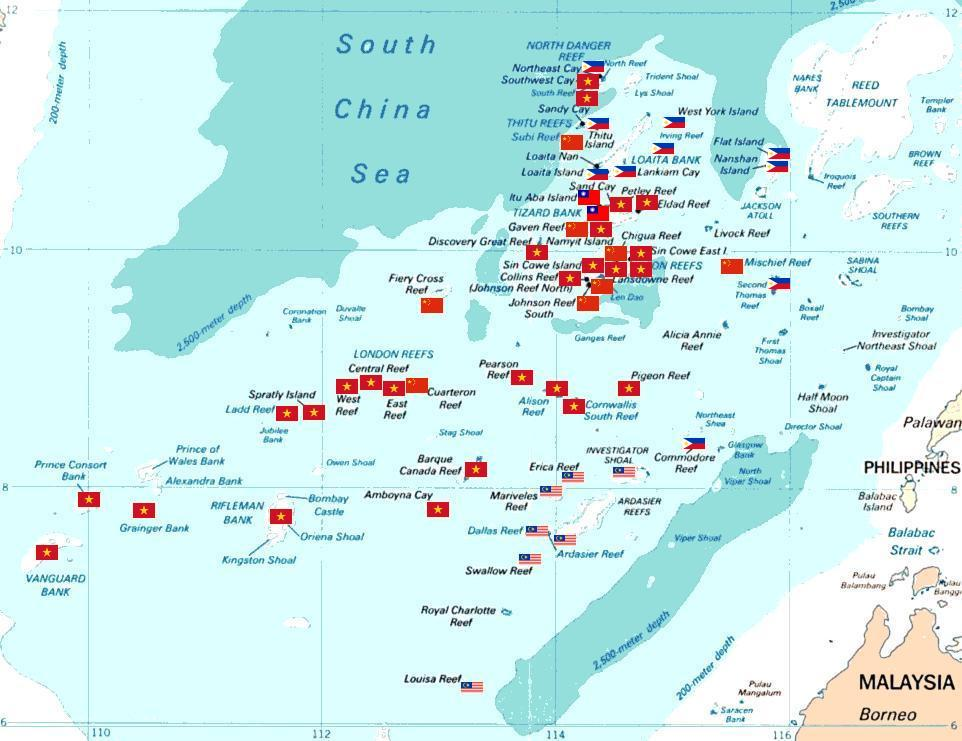
Tình trạng chiếm đóng quần đảo của các nước.

Từ những thập niên đầu của thế kỉ 20, thời kì yên bình của quần đảo Trường Sa đã chấm dứt. Hàng loạt quốc gia từ châu Á đến châu Âu như Việt Nam, Pháp, các nhà nước Trung Quốc, Philippines, Malaysia, Brunei và trong một số giai đoạn lịch sử là Anh và Nhật Bản đều tham gia vào cuộc tranh chấp, dù là ở các mức độ khác nhau.

### Việt Nam

#### Luận cứ
Việt Nam tuyên bố chủ quyền đối với quần đảo Trường Sa dựa trên các luận cứ về hành động chiếm hữu thực tế, quản lý liên tục và hòa bình dưới các triều đại phong kiến đối với địa danh Hoàng Sa (nghĩa bao hàm Trường Sa) và sau này là sự nối tiếp của thực dân Pháp cùng các nhà nước hiện đại trên lãnh thổ Việt Nam. Ngoài ra, Việt Nam còn trưng ra các sử liệu về sự công nhận của các giáo sĩ, nhà hàng hải từ các quốc gia châu Âu, các quốc gia trên thế giới về chủ quyền của Việt Nam đối với quần đảo này.
Thứ nhất, các sử liệu cổ của Việt Nam ghi chép rằng các địa danh như Bãi Cát Vàng, Hoàng Sa, Vạn Lý Hoàng Sa, Đại Trường Sa hoặc Vạn Lý Trường Sa thuộc lãnh thổ của Việt Nam, ít nhất là từ thế kỉ 17. Ví dụ:
- Theo Đại Việt sử ký toàn thư, từ năm 1467, vua Lê Thánh Tông đã cho làm bản đồ lãnh thổ Đại Việt. Bộ Hồng Đức bản đồ được hoàn thành vào cuối năm 1469, được bổ sung nhiều lần về sau, gồm bản đồ cả nước và các địa phương, trong đó có vẽ quần đảo Hoàng Sa và Trường Sa.[52]
- Sách Phủ biên tạp lục (1776) của Lê Quý Đôn xác định Bãi Cát Vàng thuộc về địa phận tỉnh Quảng Ngãi. Đội Hoàng Sa kiêm quản đội Bắc Hải ở phía nam, tức quần đảo Trường Sa ngày nay.[53] Lê Quý Đôn miêu tả Bãi Cát Vàng là nơi người ta có thể khai thác các sản phẩm biển và những đồ vật sót lại từ các vụ đắm tàu. Ông viết:

Tôi đã từng thấy một đạo công văn của quan chính đường huyện Văn Xương, Quỳnh Châu [đảo Hải Nam của Trung Quốc] gửi cho Thuận Hóa nói rằng: năm Càn Long thứ mười tám [năm 1753] có mười tên quân nhân xã An Vĩnh tổng Cát Liềm huyện Chương Nghĩa phủ Quảng Ngãi nước An Nam, một ngày tháng bảy đến Vạn Lý Trường Sa [萬里長沙] tìm kiếm các thứ, có tám tên lên bờ tìm kiếm, chỉ để hai tên giữ thuyền, bị gió đứt dây thuyền, dạt vào Thanh Lan cảng, quan ở đấy xét thực, đưa trả về nguyên quán...— Lê Quý Đôn, "Phủ biên tạp lục", 1776

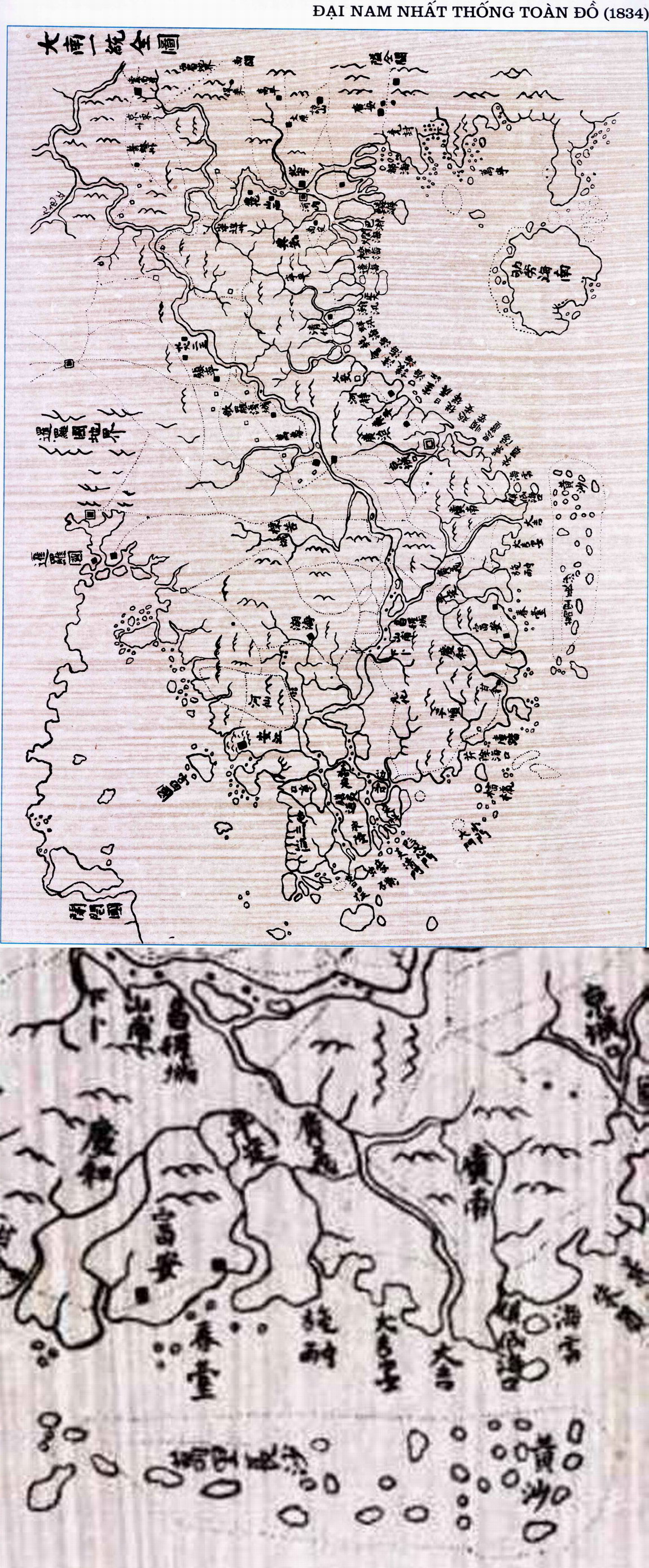
Vạn Lý Trường Sa (萬里長沙) được thể hiện trong Đại Nam nhất thống toàn đồ (năm 1834-1840).

- Năm 1771, sau khi kiểm soát từ Quảng Ngãi tới Bình Thuận (trên danh nghĩa vẫn thuộc triều Lê), nhà Tây Sơn đã khôi phục đội Hoàng Sa để khai thác tài nguyên và làm chủ hai quần đảo Hoàng Sa và Trường Sa. Đội Hoàng Sa được ấn định số lượng 70 suất và chỉ chọn lấy người xã An Vĩnh. Vua Quang Trung còn chiêu nạp một số người Hoa bị nhà Thanh truy đuổi, gọi là "Tàu ô" để họ cai quản, bảo vệ an ninh vùng Biển Đông cho nhà Tây Sơn[52]
- Đại Nam nhất thống toàn đồ (1838) thể hiện địa danh Vạn Lý Trường Sa và địa danh Hoàng Sa là bộ phận của lãnh thổ nước Đại Nam, dù rằng bản đồ vẫn vẽ cả hai vào chung một quần thể đảo.[44]

Thứ hai, Việt Nam cho rằng sau Hòa ước Giáp Thân (1884) do nhà Nguyễn ký kết với Pháp thì nước Pháp đã đại diện cho Việt Nam về mặt ngoại giao và đã thi hành chủ quyền trên cả hai quần đảo là Trường Sa và Hoàng Sa thay cho Việt Nam.
Thứ ba, sau khi quân đội Pháp rút đi, chính phủ Việt Nam Cộng hòa ở phía nam vĩ tuyến 17 đã kế thừa Pháp để tiếp tục tuyên bố chủ quyền và thực hiện công tác quản lý cả về hành chính lẫn thực tế đối với quần đảo Trường Sa liên tục cho đến khi chấm dứt sự tồn tại vào tháng 4 năm 1975. Sau đó, nước Việt Nam thống nhất tiếp tục tuyên bố chủ quyền đối với quần đảo này.

#### Diễn biến
Tháng 7 năm 1927, tàu de Lanessan của Pháp tiến hành một cuộc khảo sát khoa học trên quần đảo Trường Sa. Tháng 4 năm 1930, Pháp gửi tàu thông báo la Malicieuse đến quần đảo và treo quốc kỳ  Pháp trên một gò đất cao thuộc île de la Tempête (đảo Trường Sa); tuy nhiên, dù nhìn thấy ngư dân Trung Quốc trên đảo này nhưng Pháp không tìm cách trục xuất họ. Ngày 23 tháng 9, Pháp thông báo cho các cường quốc khác rằng Pháp đã chiếm quần đảo Trường Sa.
Ngày 14 tháng 3 năm 1933, Pháp cho đội tàu gồm Malicieuse, tàu pháo Arlete và hai tàu thủy văn Astrobale và de Lanessan từ Sài Gòn đến đảo Trường Sa và hàng loạt địa điểm khác như đá Chữ Thập, cụm rạn Luân Đôn, bãi san hô Tizard, bãi san hô Loại Ta, cụm rạn Thị Tứ và rạn Nguy Hiểm phía Bắc. Tại từng địa điểm đi qua, người Pháp đã tổ chức nghi lễ chiếm hữu các đảo chính thuộc nơi đó. Ngày 26 tháng 7, Bộ Ngoại giao Pháp ra bản thông tri về hành động trên, kèm theo danh sách liệt kê tên các đảo đã chiếm hữu cùng tọa độ, bao gồm:
1. Hải đảo Spratly (đảo Trường Sa, chiếm ngày 13 tháng 4 năm 1930),
2. Tiểu đảo Caye-d'Amboine (đảo An Bang, 7 tháng 4 năm 1933),
3. Tiểu đảo Itu-Aba (đảo Ba Bình, 10 tháng 4 năm 1933),
4. Nhóm Hai Đảo (Groupe de Deux-îles, 10 tháng 4 năm 1933),[Ghi chú 5]
5. Tiểu đảo Loaito (Loại Ta, 11 tháng 4 năm 1933),
6. Hải đảo Thi-Tu (Thị Tứ, 12 tháng 4 năm 1933)

và các tiểu đảo phụ thuộc từng đảo này.
Từ ngày 24 tháng 7 đến ngày 25 tháng 9, Pháp lần lượt thông báo cho các quốc gia có thể có lợi ích tại Trường Sa biết về hành động của Pháp. Theo bạch thư của Việt Nam Cộng hòa thì ngoại trừ Nhật Bản, tất cả các nước được thông báo đều không có lời nào phản đối Pháp; Trung Hoa Dân Quốc, Hà Lan (đang kiểm soát Indonesia) và Hoa Kỳ cũng đều giữ im lặng. Ngày 21 tháng 12 năm 1933, thống đốc Nam Kỳ Jean-Félix Krautheimer ký Nghị định số 4702-CP sáp nhập số đảo trên và "các đảo phụ thuộc" vào địa phận tỉnh Bà Rịa thuộc Liên bang Đông Dương. Sáu năm sau, Thứ trưởng Ngoại giao Anh Quốc là Butter tuyên bố rằng Pháp đã thực thi đầy đủ chủ quyền trên quần đảo.
Thời Chiến tranh thế giới thứ hai, Đế quốc Nhật Bản chiếm một số đảo và sử dụng đảo Ba Bình làm căn cứ tàu ngầm cho các chiến dịch ở Đông Nam Á. Sau cuộc chiến, Pháp và Trung Hoa Dân Quốc tái khẳng định chủ quyền đối với quần đảo Trường Sa. Trung Hoa Dân Quốc gửi hai tàu tới quần đảo và cho quân đổ bộ dựng bia trên đảo Ba Bình. Phản ứng lại hành động này, Pháp vài lần gửi tàu đến Trường Sa vào cuối năm 1946. Năm 1947, Pháp yêu cầu Trung Hoa Dân Quốc rút quân khỏi các đảo ngoài biển Đông nhưng cũng không làm gì để hiện thực hóa mong muốn của mình. Khi hệ thống thuộc địa của Pháp bắt đầu tan rã, nước này cũng chấm dứt tuần tra quần đảo Trường Sa vào năm 1948. Năm 1951, Nhật Bản ký vào Hiệp ước San Francisco và từ bỏ mọi quyền đối với quần đảo Trường Sa.
Cũng tại Hội nghị San Franciso này, Thủ tướng kiêm Ngoại trưởng Trần Văn Hữu của Quốc gia Việt Nam (thuộc Liên hiệp Pháp) đã tuyên bố rằng hai quần đảo Hoàng Sa và Trường Sa là lãnh thổ Việt Nam:
| “                        | Et comme il faut franchement profiter de toutes occasions pour étouffer les germes de discorde, nous affirmons nos droits sur les îles Spratley et Paracels qui, de tout temps, ont fait partie du Viêt-Nam. [Và để tận dụng không ngần ngại mọi cơ hội để dập tắt những mầm mống bất hòa, chúng tôi khẳng định chủ quyền của chúng tôi trên hai quần đảo Trường Sa và Hoàng Sa từ xưa đến nay vẫn thuộc cương vực Việt Nam.] | ” |
| — Thủ tướng Trần Văn Hữu | |   |

Không một đại biểu nào trong hội nghị bình luận gì về lời tuyên bố này. Việt Nam xem việc năm mươi phái đoàn nước khác tham dự Hội nghị San Francisco về hiệp ước hòa bình với Nhật Bản diễn ra ngày 7 tháng 7 năm 1951 (Trung Hoa Dân Quốc và Cộng hòa Nhân dân Trung Hoa không dự) không bác bỏ hay bảo lưu ý kiến đối với lời phát biểu của Thủ tướng Trần Văn Hữu là một sự công nhận mang tính quốc tế về chủ quyền của Việt Nam đối với quần đảo Trường Sa. Tuy nhiên, do tranh cãi giữa các nước có tuyên bố chủ quyền và xét thấy không nước nào có đủ chứng cứ pháp lý nên Hội nghị San Francisco đã không công nhận chủ quyền của bất kỳ nước nào ở Trường Sa, quần đảo được xem là vô chủ.
Sau khi người Pháp rời khỏi Việt Nam theo quy định của Hiệp định Genève 1954, quyền kiểm soát các đảo thuộc về Quốc gia Việt Nam và chính phủ kế tục của nó là Việt Nam Cộng hòa. Sau sự kiện Tomás Cloma, ngày 1 tháng 6 năm 1956, Ngoại trưởng Việt Nam Cộng hòa Vũ Văn Mẫu tái khẳng định chủ quyền của Việt Nam đối với Trường Sa và Hoàng Sa. Ngày 2 tháng 6, Pháp cũng nhắc lại cho Philippines biết về quyền của Pháp từ năm 1933. Ngày 22 tháng 8 năm 1956, tàu HQ-04 Tụy Động của Hải quân Việt Nam Cộng hòa viếng thăm một số đảo thuộc Trường Sa, thượng cờ và dựng bia ghi chủ quyền. Ngày 22 tháng 10 cùng năm, Tổng thống Ngô Đình Diệm ký sắc lệnh số 143-NV về việc đổi tên các tỉnh thành miền Nam Việt Nam; văn bản ghi "Hoàng Sa (Spratley)" (sic) thuộc tỉnh Phước Tuy.

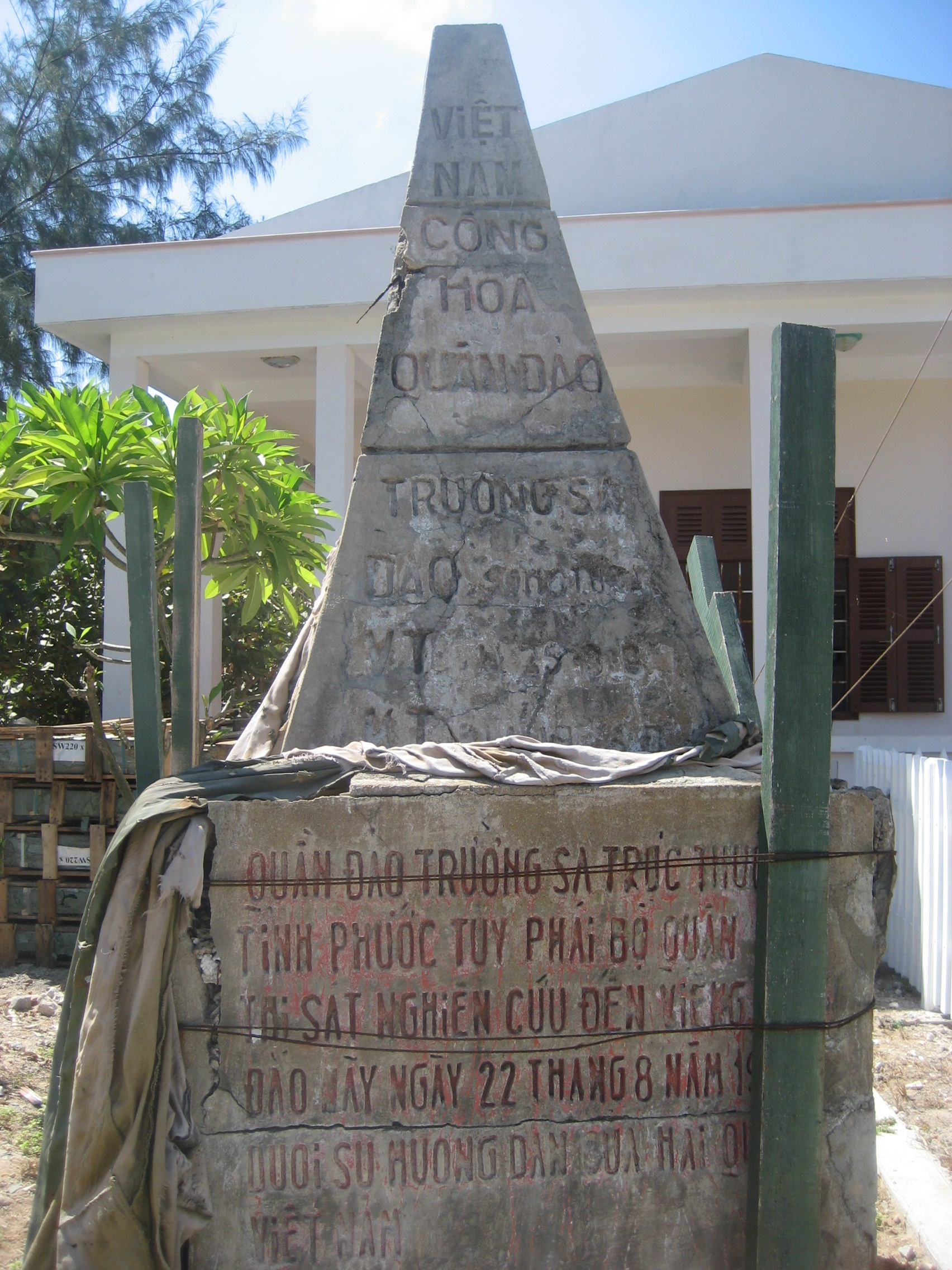
Bia chủ quyền Trường Sa do Việt Nam Cộng hòa dựng trên đảo Song Tử Tây. Trên bia có khắc lời văn kỷ niệm chuyến thị sát Trường Sa vào 22 tháng 8 năm 1956.

Trong thời kì 1961-1963, Việt Nam Cộng hòa tiếp tục viếng thăm và dựng bia nhiều đảo. Năm 1961, tàu HQ-02 Vạn Kiếp và HQ-06 Vân Đồn thăm Song Tử Tây - Thị Tứ - Loại Ta - An Bang; năm 1962, tàu Tụy Động và HQ-05 Tây Kết thăm Trường Sa - Nam Ai (tức Nam Yết); năm 1963, ba tàu gồm HQ-404 Hương Giang, HQ-01 Chi Lăng và HQ-09 Kì Hòa đã dựng bia trên Trường Sa (19 tháng 5), An Bang (20 tháng 5), Thị Tứ - Loại Ta (22 tháng 5) và Song Tử Đông - Song Tử Tây (24 tháng 5). Tuy nhiên, Hải quân Việt Nam Cộng hòa không duy trì sự hiện diện liên tục ở quần đảo Trường Sa do vướng phải cuộc chiến tranh Việt Nam.
Ngày 13 tháng 7 năm 1971, Bộ trưởng Ngoại giao Việt Nam Cộng hòa Trần Văn Lắm đã nêu yêu sách của Việt Nam đối với quần đảo Trường Sa khi ông đang ở Manila (Philippines). Ngày 6 tháng 9 năm 1973, Bộ Nội vụ Việt Nam Cộng hòa ban hành nghị định số 420-BNV/HCĐP/26 sáp nhập một số đảo chính và các đảo phụ cận vào xã Phước Hải, quận Đất Đỏ, tỉnh Phước Tuy.
Tháng 8 năm 1973, Việt Nam Cộng hòa đưa quân đồn trú ra trên đảo Nam Yết, là đảo đầu tiên mà Việt Nam thực sự kiểm soát ở quần đảo Trường Sa. Tổng cộng có 64 Địa phương quân đóng quân trên đảo.
Ngày 30 tháng 1 năm 1974, một thời gian ngắn sau thất bại trong trận chiến tại nhóm đảo Lưỡi Liềm thuộc quần đảo Hoàng Sa (còn gọi là Hải chiến Hoàng Sa 1974), chính quyền Việt Nam Cộng hòa ra quyết định tăng cường lực lượng tại Trường Sa và chỉ thị quân đội tiến hành Hành quân Trần Hưng Đạo 48 đưa quân đồn trú thêm 4 đảo khác chưa bị chiếm đóng là Song Tử Tây, Sơn Ca, Sinh Tồn và Trường Sa. Liên tiếp trong các tháng 2 và tháng 3 cùng năm, Việt Nam Cộng hòa tái khẳng định lại chủ quyền của mình đối với hai quần đảo bằng nhiều con đường như thông qua đại sứ ở Manila, qua hội nghị của Liên Hợp Quốc về luật biển ở Caracas và hội nghị của Hội đồng Kinh tài Viễn Đông ở Colombia.
Từ ngày 14 đến ngày 28 tháng 4 năm 1975, các lực lượng hải quân của Mặt trận Dân tộc Giải phóng miền Nam Việt Nam và Việt Nam Dân chủ Cộng hòa đã hoàn toàn thay thế lực lượng Việt Nam Cộng hòa trên năm đảo là Song Tử Tây, Sơn Ca, Nam Yết, Sinh Tồn và Trường Sa.
Từ giữa tháng 3 đến đầu tháng 4 năm 1978, Việt Nam đưa quân đồn trú tại các cồn cát san hô chưa bị chiếm đóng bao gồm: An Bang, Sinh Tồn Đông, Phan Vinh, Trường Sa Đông.
Vào cuối thập niên 1970, trong các ngày 30 tháng 12 năm 1978 và 7 tháng 8 năm 1979, Việt Nam phản đối Trung Quốc và tái khẳng định chủ quyền của Việt Nam đối với quần đảo Trường Sa. Ngày 28 tháng 9 năm 1978, Việt Nam phản đối Philippines sáp nhập các đảo thuộc Trường Sa vào lãnh thổ của mình.
Sang thập niên 1980, Việt Nam tiếp tục nhiều lần lên tiếng để phản ứng lại hành động của một số quốc gia khác tại Trường Sa. Ngày 5 tháng 2 năm 1980, Việt Nam phản bác văn kiện ngày 30 tháng 1 năm 1980 của Trung Quốc về Nam Sa và Tây Sa. Trong năm 1982, Việt Nam sáp nhập huyện Trường Sa vào tỉnh Phú Khánh. Năm 1983, Việt Nam phản đối việc Malaysia chiếm đá Hoa Lau.
Trong năm 1987, Hải quân Việt Nam đưa quân ra đồn trú tại hai bãi san hô là Bãi Thuyền Chài (5 tháng 3 năm 1987) và Đá Tây (2 tháng 12, 1987), là các đảo chìm đầu tiên mà Việt Nam thực sự kiểm soát.
Trong năm 1988, trong Chiến dịch CQ-88, Việt Nam lần lượt đưa quân đồn trú thêm 10 bãi đá san hô khác bao gồm: đá Tiên Nữ (25 tháng 1, 1988), Đá Lát (5 tháng 2 năm 1988), Đá Đông (19 tháng 2 năm 1988), Đá Lớn (20 tháng 02, 1988), đá Tốc Tan (27 tháng 2, 1988), đá Núi Le (28 tháng 2, 1988), đá Cô Lin (14 tháng 03, 1988), đá Len Đao (14 tháng 03, 1988), đá Núi Thị (15 tháng 3 năm 1988), Đá Nam (16 tháng 3 năm 1988). Trong chiến dịch này xảy ra đụng độ giữa Hải quân Việt Nam và Hải quân Trung Quốc vào ngày 13 tháng 4 năm 1988 tại khu vực đá Cô Lin, Gạc Ma và Len Đao.
Năm 1989, Việt Nam chia tách tỉnh Phú Khánh và quy thuộc Trường Sa vào tỉnh Khánh Hòa.
Năm 2007, Chính phủ Việt Nam ký nghị định thành lập ba đơn vị hành chính trực thuộc huyện Trường Sa. Ngày 21 tháng 6 năm 2012, Quốc hội Việt Nam khóa XIII (kì họp thứ 3) đã bỏ phiếu thông qua Luật Biển Việt Nam gồm 7 chương và 55 điều. Điều 1 của luật tái khẳng định tuyên bố chủ quyền của Việt Nam đối với quần đảo Trường Sa.

#### Chỉ trích

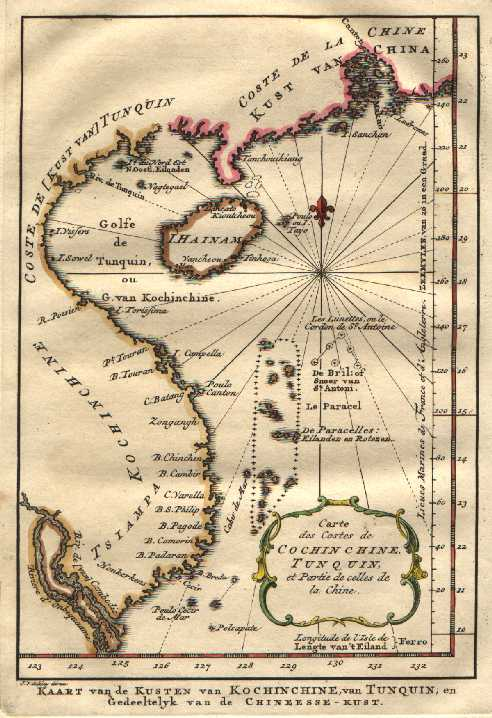
Bản đồ biển Đông do người Hà Lan vẽ vào năm 1754 đã ghi nhận quần đảo Hoàng Sa dưới tên gọi De Paracelles.

Nhiều học giả quốc tế phản bác các bằng chứng lịch sử mà Việt Nam đưa ra. Cụ thể, khi nhận định về các bằng chứng này, Valencia & ctg (1999) cho rằng chúng cũng "giống như Trung Quốc - thưa thớt, mang tính giai thoại và không thuyết phục". Lu (1995) cho rằng thư tịch cổ Việt Nam "không trưng ra bằng chứng rõ ràng nói lên hiểu biết của Việt Nam về quần đảo Trường Sa xét về tuyên bố chủ quyền riêng rẽ". Cũng theo Lu (1995), trong số vài ghi chép đề cập đến quần đảo Trường Sa thì "hầu hết chúng luôn luôn" xác định Trường Sa là một phần của quần đảo Hoàng Sa; tấm bản đồ năm 1838 (tức Đại Nam nhất thống toàn đồ của nhà Nguyễn, trong đó thể hiện "Hoàng Sa" và "Vạn Lý Trường Sa" thuộc Việt Nam) vẽ "các đảo nằm rất sát nhau đồng thời cũng gần bờ biển" Việt Nam, "thực tế là cùng một nhóm đảo". Cordner (1994) còn nhận xét tấm bản đồ 1838 thể hiện quần đảo Trường Sa nằm trong cương vực Việt Nam này là "không chính xác". Dzurek (1996) dẫn lại nhận xét của Heinzig (1976) rằng, lý luận lịch sử đến hết thế kỷ 19 của Việt Nam "chỉ đề cập độc nhất đến quần đảo Hoàng Sa [Paracels]". Cũng theo Dzurek (1996), quần đảo Trường Sa cách quần đảo Hoàng Sa đến 400 km, vì thế "sẽ là bất bình thường nếu xem cả hai là một thực thể duy nhất hoặc dùng một tên gọi duy nhất cho cả hai".
Học giả quốc tế và học giả Việt Nam cũng có những nhận định khác nhau về giá trị của luận điểm cho rằng Pháp chiếm hữu một số đảo lớn và các đảo phụ thuộc thuộc quần đảo Trường Sa và sáp nhập chúng vào tỉnh Bà Rịa thuộc Nam Kỳ vào năm 1933 là thực thi chủ quyền cho Việt Nam. Về phía Việt Nam, Nguyễn (2002) dẫn chứng: "Cố vấn pháp luật Bộ Ngoại giao Pháp đã viết rất rõ: "Việc chiếm hữu quần đảo Spratley do Pháp tiến hành năm 1931-1932 là nhân danh Hoàng Đế "An Nam"." Về phía nước ngoài, Chemillier-Gendreau (2000) đánh giá rằng thái độ của Pháp đối với quần đảo Trường Sa và quần đảo Hoàng Sa là khác nhau, vì Pháp khẳng định các quyền đối với Trường Sa thông qua tư cách người đầu tiên chiếm đóng các đảo, dựa vào nguyên tắc đất vô chủ (terra nullius) chứ không phải là người kế thừa của An Nam. Valero (1993) dẫn chứng, vào giữa tháng 10 năm 1950, trong khi Pháp chính thức nhượng lại tuyên bố chủ quyền quần đảo Hoàng Sa cho Quốc gia Việt Nam [do Bảo Đại đứng đầu] thì nước Pháp không ra một văn bản chính thức nào thể hiện quyết định từ bỏ chủ quyền đối với quần đảo Trường Sa.
Năm 1956, trong khi Việt Nam Cộng hòa tự phản đối Tomás Cloma (xem thêm) tuyên bố quyền sở hữu đối với phần lớn quần đảo Trường Sa thì André-Jacques Boizet (đại biện Pháp tại Manila) báo cho Philippines biết rằng Pháp có chủ quyền đối với các đảo Trường Sa căn cứ trên hành động chiếm đảo trong thời kỳ 1932-1933. Đại biện bổ sung thêm: "trong khi Pháp nhượng lại [từ bỏ chủ quyền] quần đảo Hoàng Sa cho Việt Nam thì Pháp không nhượng quần đảo Trường Sa". Theo Kivimaki (2002) thì đến năm 1957, nước Pháp "không chính thức từ bỏ tuyên bố chủ quyền nhưng cũng không cố bảo vệ nó nữa"; cách hành xử này được cho là tương tự Anh Quốc thập niên 1930 (xem phần Các tuyên bố khác). Chemillier-Gendreau (2000) nhận định nếu các luận cứ dựa trên lịch sử thời phong kiến của Việt Nam đủ làm sáng tỏ chủ quyền đối với quần đảo Trường Sa thì sự kiện Pháp chiếm hữu quần đảo mới không làm phức tạp thêm vấn đề.
Một hướng phản bác khác đối với luận điểm Việt Nam thừa hưởng chủ quyền Trường Sa từ tuyên bố chủ quyền của Pháp lần đầu vào năm 1933, Joyner (1998) cho rằng Pháp không hề nỗ lực hoàn thiện danh nghĩa giữ chủ quyền đối với quần đảo Trường Sa bằng việc cho lính chiếm đóng quần đảo cả khi quân đội Nhật Bản rời đi (sau Chiến tranh thế giới thứ hai) lẫn khi Nhật Bản từ bỏ tuyên bố chủ quyền đối với quần đảo Trường Sa trong năm 1951. Ông kết luận: "hậu quả [của điều đó] là Pháp không có danh nghĩa sở hữu hợp pháp đối với quần đảo Trường Sa để mà Việt Nam thừa hưởng".
Furtado (1999) dẫn ra các lập luận được cho là của Trung Quốc, có nội dung bác bỏ lập luận Việt Nam thừa hưởng Trường Sa từ Pháp. Tác giả viết, Trung Quốc lý luận rằng "không có dấu hiệu cho thấy Việt Nam tiếp nhận danh nghĩa đối với quần đảo Trường Sa khi nước này độc lập", đồng thời vì "Pháp chưa bao giờ tuyên bố chủ quyền đối với toàn bộ quần đảo Trường Sa" nên Trung Quốc không nhận thấy "bất cứ nguyên do có thể hiểu được nào giải thích cho việc Việt Nam nên được hưởng danh nghĩa [chủ quyền] đối với toàn bộ quần đảo".

### Trung Quốc

#### Luận cứ

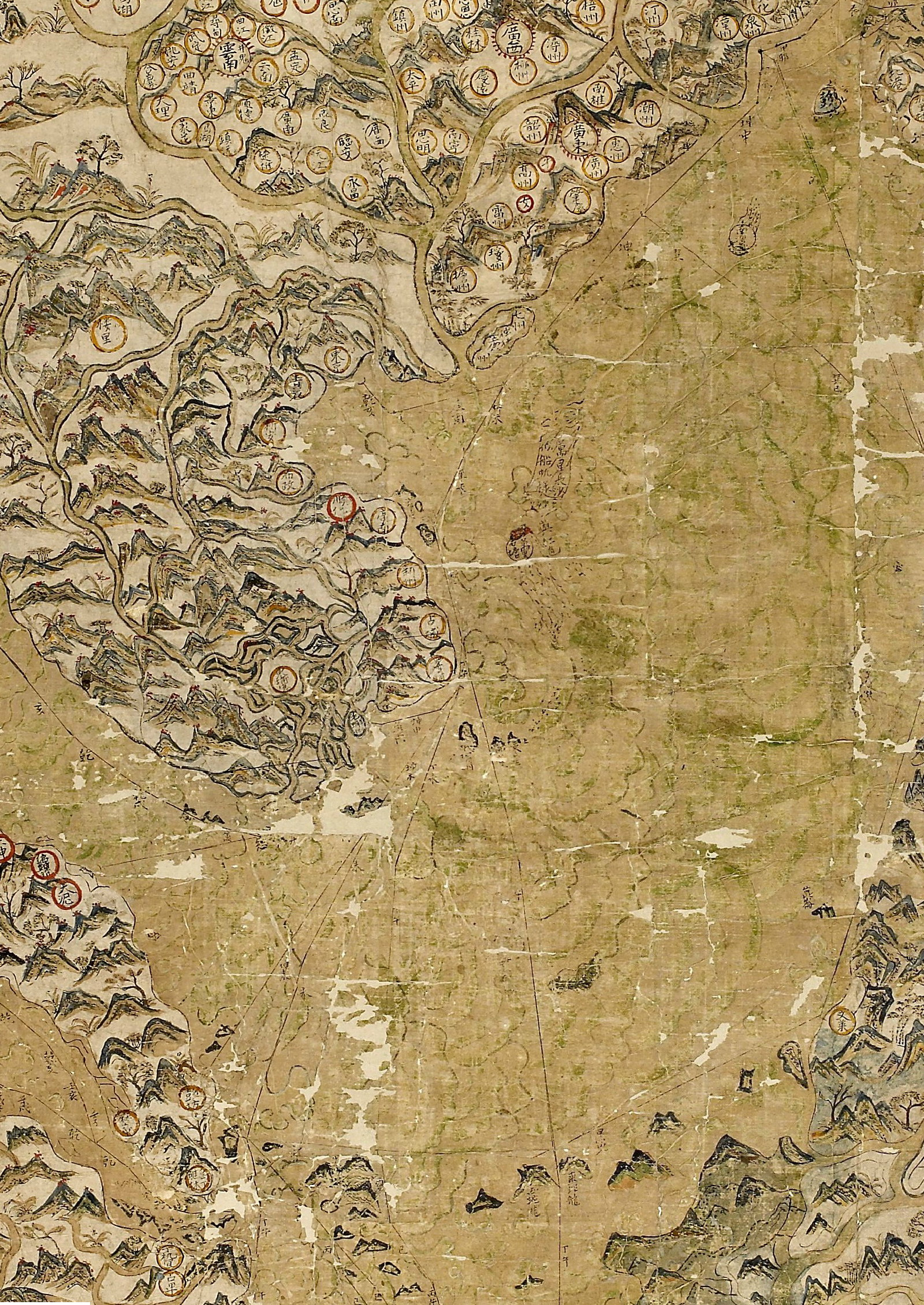
Bản đồ "The Selden Map of China" (1624).

Năm 1958, Cộng hòa Nhân dân Trung Hoa (Trung Quốc) tuyên bố chủ quyền của mình đối với các đảo thuộc biển Đông dựa vào cơ sở lịch sử. Họ cho rằng quần đảo Trường Sa đã từng là một phần của Trung Quốc trong gần 2.000 năm và đưa ra các đoạn trích trong các thư tịch cổ cũng như các bản đồ từ thời nhà Hán, nhà Đường, nhà Tống, nhà Nguyên, nhà Thanh và gần nhất là thời Trung Hoa Dân Quốc mà theo Trung Quốc là có nhắc tới quần đảo Trường Sa. Hiện vật khảo cổ như những mảnh đồ gốm Trung Quốc và tiền cổ được tìm thấy ở đó cũng được Trung Quốc sử dụng nhằm chứng minh cho tuyên bố của mình.
Năm 1958, Thủ tướng Việt Nam Dân chủ Cộng hòa Phạm Văn Đồng đã gửi Tổng lý Quốc vụ viện Trung Quốc (Thủ tướng) một công hàm để ghi nhận và tán thành bản tuyên bố ngày 4 tháng 9 năm 1958 của chính phủ nước Cộng hòa Nhân dân Trung Hoa về hải phận của nước này. Báo Nhân dân của Việt Nam cũng đăng công hàm này vào ngày 22 tháng 9 cùng năm. Theo Bộ Ngoại giao Trung Quốc, sự công nhận này "đương nhiên có giá trị với toàn bộ lãnh thổ Trung Quốc" vì báo Nhân dân trước đó đã đăng bài chi tiết về bản tuyên bố về lãnh hải của chính phủ Trung Quốc, trong đó nói rằng "kích thước lãnh hải của nước Cộng hòa Nhân dân Trung Hoa là 12 hải lý và điều này được áp dụng cho tất cả các vùng lãnh thổ của Cộng hòa Nhân dân Trung Hoa, bao gồm tất cả các quần đảo trên biển Đông".
Ngoài ra, Trung Quốc còn khẳng định rằng Việt Nam Dân chủ Cộng hòa và nhiều quốc gia khác đã nhiều lần công nhận chủ quyền của Trung Quốc đối với quần đảo Trường Sa trong quá khứ. Theo Trung Quốc thì:
- Ngày 16 tháng 5 năm 1956, trong buổi tiếp Đại biện lâm thời Đại sứ quán Trung Quốc tại Việt Nam Lý Chí Dân, Thứ trưởng Ngoại giao Việt Nam Dân chủ Cộng hòa Ung Văn Khiêm đã nói rằng: "Căn cứ vào những tư liệu của Việt Nam và xét về mặt lịch sử, quần đảo Tây Sa và quần đảo Nam Sa là thuộc về lãnh thổ Trung Quốc". Vụ trưởng Vụ châu Á Bộ Ngoại giao Việt Nam Lê Lộc giới thiệu những tư liệu của phía Việt Nam. Lê Lộc nói: "Xét từ lịch sử, quần đảo Tây Sa và quần đảo Nam Sa đã thuộc về Trung Quốc ngay từ đời Nhà Tống".[95] Cuốn sách "Cuộc tranh chấp Việt - Trung về hai quần đảo Hoàng Sa và Trường Sa" của ông Lưu Văn Lợi do Nhà Xuất bản Công an Nhân dân Hà Nội phát hành năm 1995 xác nhận "Việc nói Tây Sa là của Trung Quốc trong bản tuyên bố của chính phủ nước Việt Nam Dân chủ Cộng hòa trong tuyên bố năm 1965 về việc Mỹ quy định khu vực chiến đấu của quân Mỹ hay câu nói của Thứ trưởng Ngoại giao Ung Văn Khiêm về Tây Sa là có thật".[96]
- Ngày 9 tháng 5 năm 1965, Chính phủ Việt Nam Dân chủ Cộng hòa ra tuyên bố về việc Chính phủ Mỹ lập "khu tác chiến" của quân Mỹ tại Việt Nam, trong đó có nói "Việc Tổng thống Mỹ Giôn-xơn xác định toàn cõi Việt Nam và vùng ngoài bờ biển Việt Nam rộng khoảng 100 hải lý cùng một bộ phận lãnh hải thuộc quần đảo Tây Sa của nước Cộng hòa Nhân dân Trung Hoa là khu tác chiến của lực lượng vũ trang Mỹ", đây là sự đe dọa trực tiếp "đối với an ninh của Nước Việt Nam Dân chủ Cộng hòa và nước láng giềng".[95] Cuốn sách "Cuộc tranh chấp Việt - Trung về hai quần đảo Hoàng Sa và Trường Sa" của ông Lưu Văn Lợi do Nhà Xuất bản Công an Nhân dân Hà Nội phát hành năm 1995 xác nhận "Việc nói Tây Sa là của Trung Quốc trong bản tuyên bố của chính phủ nước Việt Nam Dân chủ Cộng hòa trong tuyên bố năm 1965 về việc Mỹ quy định khu vực chiến đấu của quân Mỹ hay câu nói của Thứ trưởng Ngoại giao Ung Văn Khiêm về Tây sa là có thật".[96]
- Trong Tập bản đồ thế giới do Cục Đo đạc và Bản đồ Phủ Thủ tướng Việt Nam Dân chủ Cộng hòa in vào tháng 5 năm 1972, tại trang 19, hai quần đảo Tây Sa và Nam Sa được đề tên là "Tây Sa" và "Nam Sa" chứ không phải là "Hoàng Sa" và "Trường Sa."[97]
- Bài "Nước Cộng hòa Nhân dân Trung Hoa" trong sách giáo khoa Địa lý - Lớp Chín Phổ thông - Toàn tập do Nhà Xuất bản Giáo dục của Việt Nam Dân chủ Cộng hòa xuất bản năm 1974 có câu: "Vòng cung đảo từ các đảo Nam sa, Tây sa đến các đảo Hải nam, Đài loan, quần đảo Hoành bồ, Châu sơn... làm thành một bức «trường thành» bảo vệ lục địa Trung Quốc".[98]
- Nhiều quốc gia trên thế giới như Hoa Kỳ, Liên Xô, Nhật Bản, Anh, Pháp, Tây Đức, Đông Đức cũng từng phát hành các bản đồ, át-lát địa lý trong đó thể hiện Trường Sa hoặc các quần đảo trên biển Đông là lãnh thổ Trung Quốc.[94]

#### Diễn biến
Ngày 29 tháng 9 năm 1932, để đáp lại một văn bản đề cập đến quần đảo Hoàng Sa do Pháp gửi tới tòa công sứ Trung Quốc, Trung Hoa Dân Quốc gửi một văn bản không rõ ràng cho Pháp đề cập đến chủ quyền của họ đối với một quần đảo khác ở cách quần đảo Hoàng Sa 150 dặm dựa trên cơ sở là Công ước Pháp-Thanh 1887. Sau sự kiện Pháp chiếm hữu Trường Sa vào năm 1933, các bản đồ của Trung Hoa Dân Quốc đã thay đổi cách vẽ qua việc mở rộng đường giới hạn (vẽ bằng nét liền) tại biển Đông xuống khu vực giữa vĩ tuyến 7° Bắc và vĩ tuyến 9° Bắc nhằm nói lên rằng quần đảo Trường Sa là thuộc về Trung Quốc.

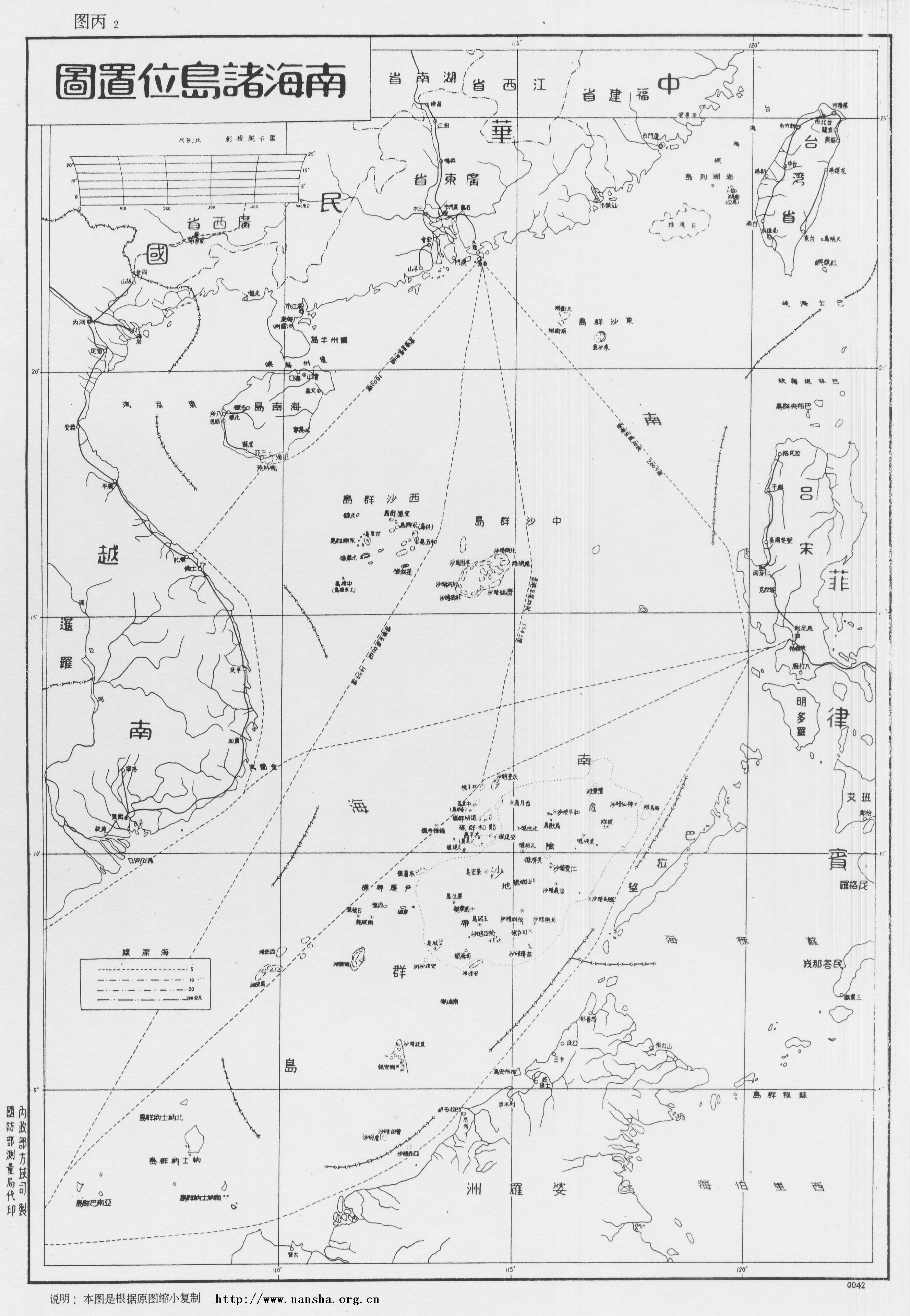
"Nam Hải chư đảo vị trí đồ" (南海諸島位置圖) năm 1947.

Cuối năm 1946, Trung Hoa Dân Quốc cho hai tàu chiến là Thái Bình và Trung Nghiệp đến quần đảo Trường Sa. Sau thất bại trong cuộc nội chiến Trung Quốc, Quốc dân Đảng đã rút quân khỏi đảo Ba Bình vào năm 1950. Tuy nhiên, sự kiện Tomás Cloma đã kích động Đài Loan quay lại giành quyền kiểm soát đảo Ba Bình vào năm 1956.
Tại đại lục Trung Quốc, Cộng hòa Nhân dân Trung Hoa ra đời vào ngày 1 tháng 10 năm 1949. Chỉ hai năm sau, vào ngày 15 tháng 8 năm 1951, Chu Ân Lai công khai khẳng định lại chủ quyền của Trung Quốc đối với Trường Sa và Hoàng Sa sau khi ông đọc được bản sơ thảo hiệp ước hòa bình với Nhật Bản. Tiếp sau đó, ngày 24 tháng 8 năm 1951, Tân Hoa xã của Trung Quốc đã lên tiếng tranh cãi về quyền của Pháp cũng như tham vọng của Philippines đối với Trường Sa và mạnh mẽ khẳng định quyền của Trung Quốc. Ngày 31 tháng 5 năm 1956, Trung Quốc phản ứng lại sự kiện Cloma và khẳng định sẽ không tha thứ cho bất cứ sự xâm phạm nào đối với quyền của nước này đối với Trường Sa.
Thập niên 1970, Trung Quốc nhiều lần lên tiếng phản hồi về hành động của các quốc gia khác: ngày 16 tháng 7 năm 1971, Trung Quốc phản đối việc Philippines có hành vi chiếm đóng một số đảo ở Trường Sa; ngày 14 tháng 1 năm 1974, Trung Quốc phản đối Việt Nam Cộng hòa sáp nhập các đảo Trường Sa vào tỉnh Phước Tuy. Ngày 19 tháng 1 năm 1974, Trung Quốc đánh chiếm các đảo trong nhóm Lưỡi Liềm của quần đảo Hoàng Sa mà Việt Nam Cộng hòa đang quản lí, gây ra trận Hải chiến Hoàng Sa.
Năm 1987, Trung Quốc cho tàu khảo sát hàng loạt địa điểm ở quần đảo Trường Sa và đi đến quyết định sẽ chọn đá Chữ Thập làm nơi đóng quân. Trong thời gian trước và sau cuộc xung đột vũ trang với Việt Nam tại Trường Sa vào năm 1988 (Hải chiến Trường Sa), hải quân Trung Quốc đã liên tục chiếm thêm nhiều rạn đá khác nhằm mở rộng tầm kiểm soát tại quần đảo.
Một điểm quan trọng trong chuỗi các diễn biến tại Trường Sa là sự phối hợp và tương trợ lẫn nhau của Đài Loan và Trung Quốc trong hoạt động tuyên bố chủ quyền và mở rộng tầm kiểm soát tại quần đảo. Tháng 3 năm 1988, quân đồn trú của Đài Loan trên đảo Ba Bình đã tham gia tiếp tế lương thực và nước uống cho Quân Giải phóng Nhân dân Trung Quốc (trong Hải chiến Trường Sa 1988). Đương thời, Bộ trưởng Quốc phòng Đài Loan là Trịnh Vi Nguyên (鄭為元) từng công khai tuyên bố rằng "Nếu chiến tranh nổ ra, quân đội Quốc gia sẽ giúp quân đội Cộng sản kháng chiến". Đến năm 1995, khi Trung Quốc giành quyền kiểm soát đá Vành Khăn với Philippines vào tháng 2 thì Đài Loan cũng giành quyền kiểm soát bãi Bàn Than vào tháng 3. Ngoài ra, lực lượng Trung Quốc đóng tại Trường Sa còn nhận được nước ngọt từ quân đồn trú trên đảo Ba Bình.

#### Chỉ trích
Tháng 7 năm 2012, báo chí Việt Nam đồng loạt đưa tin về tấm "Hoàng triều trực tỉnh địa dư toàn đồ" do nhà Thanh lập và Nhà Xuất bản Thượng Hải ấn hành năm 1904, trong đó điểm cực nam của Trung Quốc dừng lại ở đảo Hải Nam và không có Nam Sa (Trường Sa) hay Tây Sa (Hoàng Sa) mà Trung Quốc đang tuyên bố chủ quyền. Mai Ngọc Hồng, người tặng bản đồ này cho Bảo tàng Lịch sử Quốc gia Việt Nam, nói rằng tấm bản đồ này được lập trong vòng 196 năm, từ thời vua Khang Hi đến năm 1904 mới xuất bản; Nguyễn Hữu Tâm từ Viện Sử học Việt Nam bổ sung thêm là tỉ lệ xích của bản đồ chính xác. Báo chí Việt Nam lập luận rằng đây là bằng chứng cho thấy việc Trung Quốc tuyên bố chủ quyền lịch sử tại Trường Sa (và Hoàng Sa) là không có căn cứ.
Về công hàm của Phạm Văn Đồng, báo chí Việt Nam đã lên tiếng phản bác lại, việc lý lẽ Trung Quốc đã diễn giải công hàm một cách "xuyên tạc" bởi vì nội dung công hàm không đề cập đến Hoàng Sa - Trường Sa và không hề tuyên bố từ bỏ chủ quyền với hai quần đảo này mà chỉ công nhận "hải phận" 12 hải lý của Trung Quốc. Nhà nghiên cứu về châu Á là Balazs Szalontai thì cho rằng công hàm không có sức nặng ràng buộc pháp lý.

### Philippines

#### Luận cứ
Philippines dựa trên các luận điểm là terra nullius (đất vô chủ) và sự gần gũi về khoảng cách địa lý để tuyên bố chủ quyền đối với Nhóm đảo Kalayaan, tương đương với phần lớn quần đảo Trường Sa.
Thứ nhất, công dân Philippines Tomás Cloma đã đến nhiều đảo không người thuộc Trường Sa vào năm 1947 và tuyên bố sở hữu chúng vào năm 1956. Tuy Philippines chưa bao giờ chính thức ủng hộ tuyên bố về quyền sở hữu đảo của Cloma nhưng nước này lại dùng sự kiện Cloma làm căn cứ để tuyên bố chủ quyền. Cụ thể, Philippines cho rằng không có nỗ lực giành chủ quyền nào với các đảo cho tới thập niên 1930 khi quân đội Pháp và sau đó là quân đội đế quốc Nhật Bản chiếm đảo; khi Nhật Bản ký vào Hiệp ước San Francisco thì đã có một sự từ bỏ quyền đối với các đảo Trường Sa mà không có bất kỳ một bên yêu cầu chủ quyền nào. Vì thế, Philippines cho rằng các đảo Trường Sa đã trở thành đất vô chủ và có thể được sáp nhập vào lãnh thổ của họ.
Thứ hai, trong một văn bản gửi tới Đài Loan năm 1971, Philippines khẳng định rằng quần đảo Trường Sa nằm trong lãnh thổ quần đảo mà nước này tuyên bố chủ quyền. Trong Sắc lệnh Tổng thống 1596 ký năm 1978, Tổng thống Philippines Ferdinand Marcos cho rằng phần lớn các thực thể Kalayaan đều nằm trên rìa lục địa của quần đảo Philippines. Năm 1982, tài liệu của Bộ Quốc phòng Philippines cho rằng Nhóm đảo Kalayaan là riêng biệt khỏi các nhóm đảo khác ở biển Đông và không phải là một phần của quần đảo Trường Sa:
Nhóm đảo Kalayaan là khác biệt và không phải là một phần của quần đảo Trường Sa hay quần đảo Hoàng Sa. Có sự công nhận chung về thông lệ hải dương học khi người ta gọi một dãy các đảo bằng tên của hòn đảo lớn nhất trong nhóm hay thông qua việc sử dụng một cái tên chung. Ghi chú rằng đảo Trường Sa chỉ có diện tích 13 hecta so với diện tích 22 hecta của đảo Pagasa [đảo Thị Tứ]. Chỉ cần xét riêng về mặt diện tích các đảo thì Nhóm đảo Kalayaan đã không phải là một phần của quần đảo Trường Sa. Xét về mặt khoảng cách, đảo Trường Sa cách đảo Pagasa 210 hải lý. Điều này nhấn mạnh lý lẽ rằng chúng không phải là các phần của cùng một dãy đảo.

#### Diễn biến
Trong Chiến tranh thế giới thứ hai, đế quốc Nhật Bản dùng quần đảo Trường Sa làm bàn đạp để tấn công Philippines. Năm 1947, Philippines kêu gọi giao cho nước này quần đảo Trường Sa nhưng Philippines lại không nhắc gì đến vấn đề này trong Hội nghị San Francisco năm 1951.
Năm 1947, luật sư và doanh nhân người Philippines là Tomás Cloma đã tìm thấy nhiều đảo không người và chưa bị chiếm đóng trong biển Đông. Ngày 15 tháng 5 năm 1956, ông tuyên bố lập ra một nhà nước mới với tên gọi là Freedomland (Vùng đất tự do), trải rộng trên phần phía đông của biển Đông. Ngày 6 tháng 7 năm 1956, Cloma tuyên bố với toàn thế giới về việc thành lập chính phủ riêng cho Lãnh thổ Tự do Freedomland với thủ phủ đặt tại đảo Bình Nguyên. Hành động này dù không được chính phủ Philippines xác nhận nhưng vẫn bị các nước khác coi là một hành động gây hấn của Philippines. Trung Hoa Dân Quốc (Đài Loan), Cộng hòa Nhân dân Trung Hoa và Việt Nam Cộng hòa đều tuyên bố phản đối. Ngoài ra, Trung Hoa Dân Quốc còn gửi lực lượng hải quân tái chiếm đảo Ba Bình.

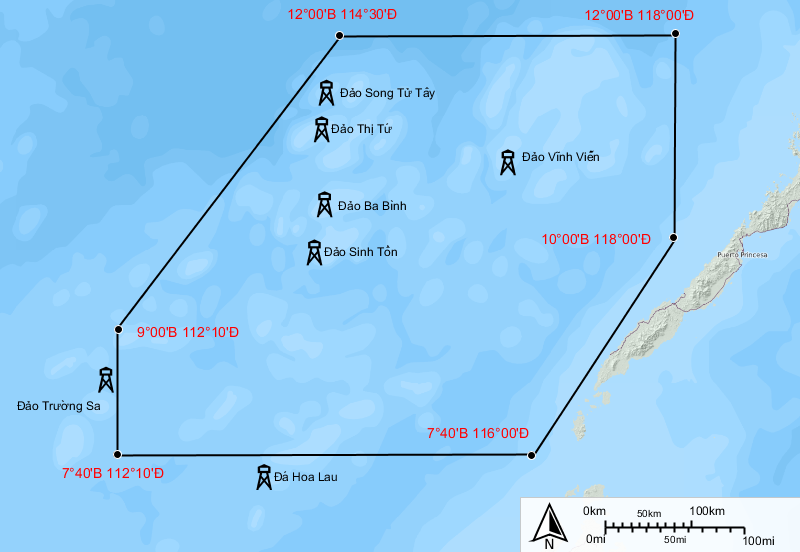
Đường giới hạn "Nhóm đảo Kalayaan" theo Sắc lệnh Tổng thống số 1596 của Philippines.

Trong buổi họp báo ngày 10 tháng 7 năm 1971, Tổng thống Philippines Ferdinand Marcos cáo buộc lính Đài Loan trên đảo Ba Bình đã bắn vào một tàu của Philippines khi tàu này định cập vào đảo Ba Bình, nhưng Đài Loan chối bỏ. Philippines còn gửi văn bản phản đối tới Đài Bắc với nội dung khẳng định một số ý chính như sau: (1) do hành động chiếm hữu của Cloma nên Philippines có danh nghĩa pháp lý đối với nhóm đảo; (2) hành động chiếm đóng của người Trung Quốc là phi pháp vì nhóm đảo này trên thực tế (de facto) nằm dưới sự ủy trị của các lực lượng Đồng Minh trong Chiến tranh thế giới thứ hai; (3) quần đảo Trường Sa nằm trong lãnh thổ quần đảo mà Philippines tuyên bố chủ quyền. Tháng 4 năm 1972, Kalayaan chính thức sáp nhập với tỉnh Palawan và được quản lý như một población (tương đương một barangay) với Tomás Cloma là chủ tịch hội đồng khu vực. Năm 1978, Ferdinand Marcos ký Sắc lệnh số 1596 định rõ giới hạn của khái niệm Nhóm đảo Kalayaan.
Ngày 13 tháng 4 năm 2009, Tổng thống Gloria Macapagal-Arroyo ký thông qua Luật Đường cơ sở Quần đảo (Đạo luật Cộng hòa số 9522) để tái khẳng định Nhóm đảo Kalayaan là thuộc lãnh thổ của nước này. Lúc đầu, Philippines từng có ý định đưa Nhóm đảo Kalayaan vào đường cơ sở của mình. Tuy vậy, sau một số tranh luận, nước này từ bỏ ý định trên và quyết định chỉ xem Nhóm đảo Kalayaan là các đảo thuộc Philippines, tuân theo điều 121 về "Chế độ các đảo" của Công ước.

#### Chỉ trích
Luận điểm thứ nhất về đất vô chủ, cho rằng chưa có ai tuyên bố chủ quyền hoặc từ bỏ chủ quyền đối với các đảo Trường Sa và Tomás Cloma đã "khám phá" ra chúng vào năm 1947 là không thuyết phục bởi lẽ tuyên bố của Cloma đã vấp phải sự phản đối của Việt Nam Cộng hòa và [các] nhà nước Trung Quốc. Hơn nữa, Cloma chỉ là một cá nhân và không đại diện cho chính phủ Philippines. Năm 1951, Tòa án Công lý Quốc tế khi xét xử vụ tranh chấp giữa Anh và Na Uy về đặc quyền đánh cá đã tạo ra tiền lệ là "hoạt động độc lập của các cá thể tư nhân có ít giá trị trừ khi có thể chỉ ra rằng họ hành động khi đang theo đuổi... một số... quyền hành nhận được từ chính phủ của họ hoặc theo một cách nào đó mà chính phủ của họ khẳng định quyền tài phán thông qua họ". Khi Cloma thực hiện hành động của mình ở quần đảo Trường Sa thì chính phủ Philippines không hề tỏ ý đồng tình hay không đồng tình với ông.
Luận điểm thứ hai về địa lý của Philippines cũng có điểm yếu bởi vì quần đảo Philippines bị máng biển Palawan ngăn cách khỏi quần đảo Trường Sa, không thỏa điều 76 của Công ước Liên Hợp Quốc về Luật biển (xem thêm) về sự "kéo dài tự nhiên" nên nước này không thể đòi hỏi đặc quyền vượt quá phạm vi 200 hải lý tính từ đường cơ sở. Ngoài ra, Dzurek (1996) cho rằng có vẻ Philippines đã không còn duy trì quan điểm cho rằng Nhóm đảo Kalayaan là riêng biệt với quần đảo Trường Sa nữa.

### Malaysia

#### Luận cứ
Malaysia dựa trên hai luận điểm là thềm lục địa và khai phá sớm nhất để tuyên bố chủ quyền/đòi hỏi đặc quyền đối với một khu vực biển Đông ở phía nam Trường Sa, trong đó có 12 thực thể địa lý nổi bật là đảo An Bang, đá Công Đo, đá Én Ca, đá Hoa Lau, đá Kỳ Vân, đá Sác Lốt, đá Suối Cát, đá Thuyền Chài, bãi Kiêu Ngựa, bãi Thám Hiểm (thuộc Trường Sa) cùng rạn vòng Louisa và cụm bãi cạn Luconia (Bắc và Nam) (không thuộc Trường Sa).

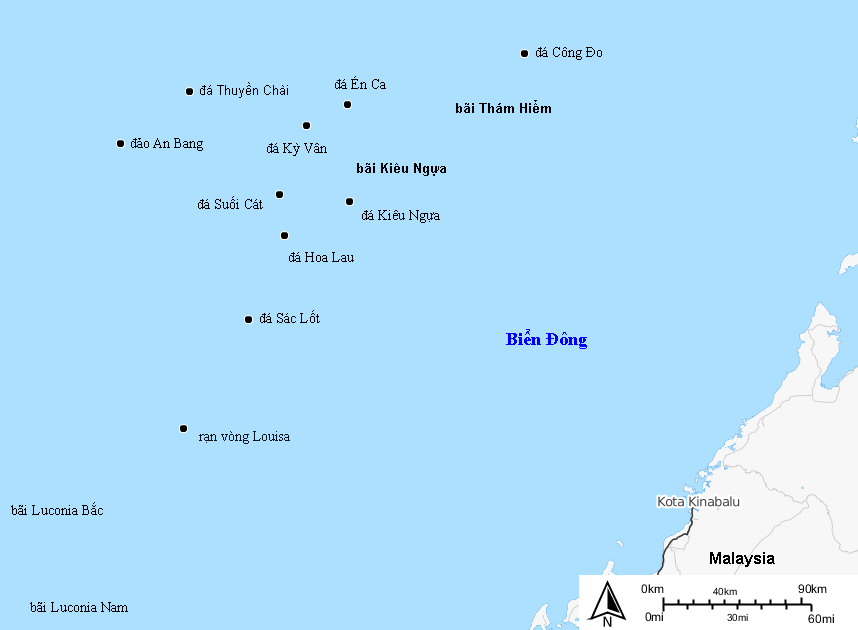
Lược đồ một số thực thể địa lý thuộc biển Đông mà Malaysia đòi hỏi.

#### Diễn biến
Tuyên bố về thềm lục địa của Malaysia khởi nguồn từ Hội nghị Genève năm 1958. Trong các năm 1966 và 1969, Malaysia đã thông qua Đạo luật về Thềm lục địa.
Ngày 3 tháng 2 năm 1971, đại sứ quán Malaysia tại Sài Gòn gửi công hàm cho Bộ Ngoại giao Việt Nam Cộng hòa để hỏi rằng nước này có sở hữu hay yêu sách các "đảo" nằm trong khoảng giữa vĩ tuyến 9° Bắc và kinh tuyến 112° Đông "thuộc" lãnh thổ nước Cộng hòa Morac-Songhrati-Meads không. Ngày 20 tháng 4, Sài Gòn đáp lại rằng quần đảo Trường Sa thuộc chủ quyền của Việt Nam Cộng hòa.
Năm 1979, Malaysia xuất bản một tấm bản đồ mang tựa đề "Bản đồ Thể hiện Lãnh hải và Các ranh giới Thềm lục địa" để xác định thềm lục địa và tuyên bố chủ quyền đối với tất cả các "đảo" nổi lên từ thềm lục địa đó. Tháng 4 năm 1980, Malaysia tuyên bố yêu sách về vùng đặc quyền kinh tế nhưng chưa phân định ranh giới cụ thể. Tháng 5 năm 1983 (hay tháng 6), Malaysia đánh dấu việc chiếm đóng thực thể địa lý đầu tiên thuộc Trường Sa khi cho quân đội đổ bộ lên đá Hoa Lau. Tháng 11 năm 1986, nước này cho 20 lính chiếm đá Kiêu Ngựa (rạn đá nổi bật của bãi Kiêu Ngựa) và cho một trung đội chiếm đá Kỳ Vân (theo nguồn khác thì Malaysia chiếm đá Kỳ Vân vào năm 1987). Năm 1987 (hay 1986), Malaysia chiếm đá Suối Cát.
Tháng 3 năm 1998, Philippines phát hiện hoạt động xây dựng của phía Malaysia trên hai thực thể địa lý, song Bộ trưởng Ngoại giao Malaysia Abdullah bin Ahmad Badawi trấn an rằng, Chính phủ Malaysia không hề cấp phép cho hoạt động này. Tuy nhiên vào tháng 6 năm 1999, Malaysia chiếm hẳn bãi Thám Hiểm và đá Én Ca.
Ngày 5 tháng 3 năm 2009, Thủ tướng Malaysia khi đấy là Abdullah bin Ahmad Badawi có chuyến thăm đá Hoa Lau và tỏ ra ấn tượng với cơ sở hạ tầng dành cho du lịch tại đây. Đồng thời ông cũng khẳng định tuyên bố chủ quyền với đá này và vùng biển lân cận.

#### Chỉ trích
Nhận định về luận điểm "thềm lục địa" của Malaysia, một số học giả cho rằng nước này đã "lầm lạc" (Dzurek 1996) trong cách suy diễn hay "khó có thể thanh minh" (Valencia & ctg 1999) nếu đối chiếu với Công ước Liên Hợp Quốc về Luật biển. Cụ thể, Điều 76 của Công ước quy định thềm lục địa chỉ bao gồm "đáy biển và lòng đất dưới đáy biển" chứ không phải các phần đất hay đá nổi phía trên thềm lục địa đó:
Thềm lục địa của một quốc gia ven biển bao gồm đáy biển và lòng đất dưới đáy biển bên ngoài lãnh hải của quốc gia đó, trên toàn bộ phần kéo dài tự nhiên của lãnh thổ đất liền của quốc gia đó cho đến bờ ngoài của rìa lục địa, hoặc đến cách đường cơ sở dùng để tính chiều rộng lãnh hải 200 hải lý, khi bờ ngoài của rìa lục địa của quốc gia đó ở khoảng cách gần hơn.— Công ước Liên Hợp Quốc về Luật biển

Một điểm nữa là tương tự như trường hợp Philippines, luận điểm về thềm lục địa của Malaysia cũng có thêm điểm yếu là máng biển Borneo-Palawan đã phá vỡ sự "kéo dài tự nhiên" của thềm lục địa của nước này. Nói cách khác, đa số các thực thể địa lý mà Malaysia đòi hỏi vẫn không thuộc thềm lục địa của nước này dù họ có diễn giải luận điểm về thềm lục địa như thế nào đi nữa.
Luận điểm thứ hai của Malaysia về "khai phá sớm nhất" cũng không thuyết phục vì nếu so với các nước khác thì Malaysia tham gia vào tranh chấp muộn hơn; khi tuyên bố chủ quyền đối với một phần của Trường Sa thì quốc gia này cũng vấp phải sự phản ứng từ các nước đó.

### Brunei

#### Luận cứ
Brunei dựa trên hai luận điểm là các điều 76-77 của Công ước Liên Hợp Quốc về Luật biển (về thềm lục địa) và sắc lệnh do Anh ban hành năm 1954 thể hiện biên giới biển của Brunei để đòi hỏi đặc quyền trên một vùng thuộc biển Đông, và trong vùng này có hai hoặc ba thực thể địa lý nổi bật tọa lạc: rạn vòng Louisa, bãi Vũng Mây và có nguồn còn kể thêm bãi Chim Biển. Về tính chất, rạn vòng Louisa là một rạn san hô vòng đa phần chìm dưới nước; tại đây Malaysia đã dựng một ngọn đèn hiệu và đang tuyên bố chủ quyền. Bãi Vũng Mây là một bãi ngầm dưới biển do Việt Nam kiểm soát thông qua các nhà giàn gọi là DK1 xây tại đá Ba Kè ở phần phía bắc của bãi Vũng Mây.
Không rõ Brunei có tuyên bố chủ quyền đối với rạn vòng Louisa hay chỉ đòi quyền tài phán với vùng biển xung quanh đó vì các nghiên cứu của quốc tế có cách viết khác nhau về vấn đề này; trong khi có nguồn cho rằng Brunei không đòi rạn vòng Louisa thì nguồn khác chỉ ra Brunei đã phản đối Malaysia khi Malaysia tuyên bố chủ quyền đối với rạn vòng này. Mặt khác, bãi ngầm (như bãi Vũng Mây) dù có được xem là thuộc quần đảo Trường Sa hay không thì theo Công ước, bãi này không phải đối tượng để các quốc gia có thể tuyên bố chủ quyền mà các nước đó chỉ có quyền chủ quyền (tức chỉ là một số bộ phận cấu thành chủ quyền) đối với bãi ngầm trên cơ sở chứng minh được bãi ngầm đó nằm trong vùng đặc quyền kinh tế hoặc thềm lục địa của mình một cách khoa học. Do vậy, nếu Brunei không đòi rạn vòng Louisa thì thực ra Brunei không tranh chấp một đảo hay đá nào "thuộc" quần đảo Trường Sa mà đơn thuần chỉ là một nước trên thềm lục địa và thềm lục địa bên dưới vùng biển Trường Sa. Khi đó, Brunei và các quốc gia khác sẽ tự đàm phán với nhau hoặc thông qua cơ quan tài phán quốc tế.

#### Diễn biến và chỉ trích
Năm 1979, Vương quốc Liên hiệp Anh và Bắc Ireland đại diện cho vùng đất do mình bảo hộ là Brunei để lên tiếng phản đối tấm bản đồ do Malaysia xuất bản. Ngày 1 tháng 1 năm 1983, chính quyền sở tại ban hành Đạo luật Các giới hạn vùng Nghề cá. Năm 1988, Brunei xuất bản bản đồ mở rộng thềm lục địa 350 hải lý từ đường cơ sở và vươn đến bãi Vũng Mây.
Điểm yếu của Brunei khi tuyên bố về thềm lục địa cũng tương tự với Philippines ở chỗ, máng biển Đông Palawan làm gián đoạn sự "kéo dài tự nhiên" của thềm lục địa cách bờ biển Brunei 60-100 dặm.

### Các tuyên bố khác

#### Anh
Năm 1877, Vương quốc Liên hiệp Anh và Bắc Ireland từng sáp nhập hai thực thể là đảo Trường Sa và đảo An Bang vào lãnh thổ đế quốc Anh. Năm 1889, Anh cho Công ty Trách nhiệm Hữu hạn Trung Borneo (trụ sở tại Luân Đôn) thuê và khai thác phân chim tại hai nơi này.
Năm 1933, trước hành động chiếm hữu các đảo Trường Sa của Pháp, Anh đã nhắc cho Pháp biết rằng đảo Trường Sa và đảo An Bang vẫn là lãnh thổ của Anh trừ khi Hoàng gia Anh dứt khoát từ bỏ những phần đất này. Tuy vậy vào ngày 12 tháng 7 năm 1933, Văn phòng Đối ngoại và Khối Thịnh vượng chung Anh nêu ý kiến rằng Anh chỉ có vị thế pháp lý yếu ớt nếu đưa vụ này ra Tòa án Thường trực Công lý Quốc tế do nước Anh không tiến hành chiếm giữ hiệu quả đối với hai thực thể trên. Rốt cuộc, dù trên thực tế Anh không hề từ bỏ tuyên bố chủ quyền nhưng nước này đã chọn cách im lặng thay vì tuyên bố phản đối Pháp.
Trong một văn bản đề ngày 14 tháng 10 năm 1947 của Văn phòng Đối ngoại và Khối Thịnh vượng chung Anh (sau này trở thành tài liệu chính thức cho phái đoàn Anh đến dự Hội nghị San Francisco năm 1951), Anh tiếp tục duy trì tuyên bố chủ quyền nhưng chỉ thị phái đoàn Anh không phản đối lời tuyên bố chủ quyền của Pháp và "để cho Pháp giữ thế chủ động".
Năm 1950, dưới sự thúc đẩy của Úc, chính phủ Anh tiến hành nghiên cứu tầm quan trọng chiến lược của quần đảo Trường Sa và Hoàng Sa nhằm quyết định xem có nên tiến hành biện pháp gì để ngăn các quần đảo này rơi vào tay "một nhà nước cộng sản nào đó" hay không. Sau đó, Anh kết luận rằng vì các đảo này hầu như không có giá trị kinh tế hay chiến lược gì nên Khối Thịnh vượng chung có thể an tâm giữ nguyên thế bị động như hiện thời.

#### Nhật Bản và Hà Lan
Năm 1917 (hay 1918), một nhóm thám hiểm người Nhật đến quần đảo Trường Sa và gặp một số ngư dân Trung Quốc đang sống ở đảo Song Tử Tây. Trong các thập niên 1920 và 1930 kế tiếp, Nhật Bản tự tiến hành hoạt động khai thác phân chim tại một số đảo, ví dụ An Bang, Loại Ta, Song Tử Tây. Khi Pháp chính thức chiếm Trường Sa vào năm 1933, Nhật Bản lên tiếng phản đối Pháp với lý lẽ là Nhật đã tổ chức khai thác phân chim trên một số đảo ở đây. Cuối thập niên 1930, đế quốc Nhật Bản chiếm giữ đảo Ba Bình để làm căn cứ tàu ngầm nhằm mục đích ngăn chặn tàu thuyền qua lại khu vực Trường Sa. Ngày 31 tháng 3 năm 1939, Bộ Ngoại giao Nhật Bản gửi thông báo cho Đại sứ Pháp, tuyên bố rằng Nhật Bản là nước đầu tiên thám hiểm Trường Sa vào năm 1917 và họ đang kiểm soát quần đảo. Thời đó, Nhật gọi các đảo này là Shinnan shotō (新南諸島 (Tân Nam chư đảo) nghĩa là "các đảo mới phía nam") và đặt chúng dưới sự cai trị của chính quyền thuộc địa tại đảo Đài Loan. Tuy nhiên, lời tuyên bố của Nhật Bản chỉ là trên giấy vì đến năm 1941 thì Nhật mới dùng vũ lực chiếm đóng quần đảo Trường Sa. Sau khi Chiến tranh thế giới thứ hai kết thúc, Nhật Bản ký Hiệp ước San Francisco và đã từ bỏ mọi quyền đối với quần đảo Trường Sa:
Nhật Bản từ bỏ mọi quyền, danh nghĩa và tuyên bố chủ quyền đối với quần đảo Trường Sa và đối với quần đảo Hoàng Sa.— Khoản f, điều 2, chương II của Hiệp ước San Francisco.

Một sự kiện đơn lẻ khác diễn ra vào năm 1956 sau khi Tomás Cloma tuyên bố quyền sở hữu đối với phần lớn quần đảo Trường Sa. Hà Lan (khi này còn nắm quyền kiểm soát Tây Irian, tức là Tây New Guinea) đã gửi một thông báo cho Bộ Ngoại giao Philippines với nội dung rằng nước này sẽ sớm đòi hỏi quyền sở hữu các đảo này với sự ủng hộ của Anh.

## Một số tranh chấp và xung đột
Tranh chấp trong vùng quần đảo Trường Sa và các vùng gần đó không chỉ là tranh chấp chủ quyền đối với các đảo/đá mà còn là tranh chấp tài nguyên thiên nhiên như dầu khí và hải sản. Đã có nhiều cuộc xung đột xảy ra giữa các nước về những tàu đánh cá nước ngoài trong vùng đặc quyền kinh tế của nước khác và báo chí cũng thường đưa tin về những vụ bắt giữ ngư dân. Nhiều nước tuyên bố chủ quyền cũng chưa cấp phép khai thác tài nguyên tại vùng biển thuộc quần đảo vì lo ngại hậu quả là một cuộc xung đột ngay lập tức. Các công ty nước ngoài cũng không đưa ra bất kỳ một cam kết nào về việc khai thác vùng này cho đến khi tranh chấp về lãnh thổ được giải quyết hay các nước tham gia đạt được thoả thuận chung.

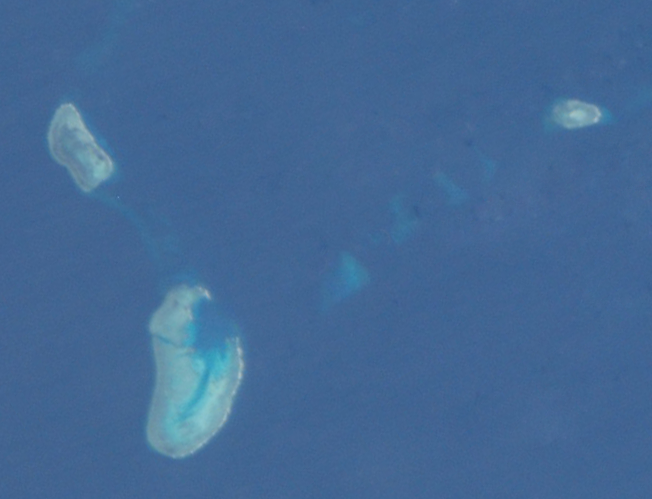
Từ trái sang phải là ba rạn đá san hô có tên là đá Cô Lin, đá Gạc Ma và đá Len Đao. Ngày 14 tháng 3 năm 1988, một cuộc đụng độ quân sự đã diễn ra tại đây giữa Việt Nam và Trung Quốc.

### Việt Nam Cộng hòa và Philippines
Từ 1956 - 1975, quần đảo Trường Sa thuộc quyền quản lý của Việt Nam Cộng hòa sau khi tiếp thu từ Pháp quyền kiểm soát quần đảo Trường Sa. Năm 1963, Hải quân Việt Nam Cộng hòa đưa tàu ra dựng bia ở một số đảo, nhưng sau đó rút đi và không đồn trú lâu dài.
Năm 1970 Philippines đã tổ chức chiếm giữ đảo Song Tử Đông, đảo Thị Tứ, đảo Loại Ta và 4 đảo nữa. Theo như Đại tá về hưu hải quân Philippines Domingo Tucay Jr kể lại thì các đảo, bãi khi đó hoàn toàn hoang vắng, Philippines chiếm đóng dễ dàng. Chỉ khi tới đảo Song Tử Tây, họ mới thấy quân Việt Nam Cộng hòa đóng ở đây. Quân Philippines báo về sở chỉ huy, được chỉ thị cứ để mặc quân Việt Nam Cộng hòa. Lính Việt Nam Cộng hòa ở đảo Song Tử Tây cũng để yên để cho quân Philippines hành động. Sau chiến dịch, Philippines chiếm được 6 đảo nổi và bãi đá mà không cần phải nổ súng, trong đó Thị Tứ là đảo lớn thứ nhì, Bến Lạc (Đảo Dừa) là đảo lớn thứ ba, Song Tử Đông là đảo lớn thứ năm ở quần đảo Trường Sa. Philippines giữ các đảo và bãi này từ đó đến nay.
Sau vụ chiếm đóng, chính phủ Việt Nam Cộng hòa cũng không hề lên tiếng phản đối hoặc có động thái quân sự gì để đáp trả vụ chiếm đóng đó. Theo như lời Tucay kể lại, nhiều tháng sau khi Philippines chiếm đóng 7 đảo ở quần đảo Trường Sa, các nước khác mới biết vụ việc này.

### Việt Nam Cộng hòa và Đài Loan
Năm 1956, Đài Loan điều tàu đến đảo Ba Bình khi đó thuộc quyền quản lý của Việt Nam Cộng hòa. Chính quyền Việt Nam Cộng hòa đã không có hành động gì để phản đối. Nhân dịp lễ Song Thập 10/10 của Trung Hoa Dân Quốc (tức Đài Loan), Tổng thống Ngô Đình Diệm đã ra lệnh cho quân rút khỏi đảo Ba Bình là đảo lớn nhất tại quần đảo, Đài Loan giành quyền kiểm soát đảo mà không cần phải nổ súng.
Thời điểm quân đội Đài Loan thực sự tái chiếm đảo Ba Bình chưa rõ ràng, bởi có rất nhiều thông tin khác nhau về thời điểm Đài Loan điều tàu đến đảo Ba Bình vào năm 1956 (ngày 20 tháng 5, tháng 7, tháng 9 hoặc tháng 10) và có nguồn tài liệu cho rằng từ năm 1971 thì Đài Loan mới thực sự đồn trú lâu dài trên đảo.
Ngày nay, đảo Ba Bình được Đài Loan biến thành một "pháo đài" với nhiều công sự phòng thủ kiên cố và có một đường băng cho phép máy bay vận tải C-130 Hercules lên xuống.

### Việt Nam và Trung Quốc, Đài Loan
Tháng 3 năm 1988, Việt Nam và Trung Quốc đụng độ vũ trang trên biển về quyền kiểm soát đá Gạc Ma, đá Cô Lin và đá Len Đao thuộc quần đảo Trường Sa (Hải chiến Trường Sa 1988). Trong sự kiện này, ba tàu frigate của Hải quân Trung Quốc là 502 Nam Sung, 556 Tương Đàm và 531 Ưng Đàm đã đánh đắm ba tàu vận tải của Hải quân Việt Nam là HQ-505, HQ-604 và HQ-605, đồng thời làm chết 64 binh sĩ Việt Nam.
Tháng 5 năm 1992, Tổng công ty Dầu khí Hải dương Trung Quốc (CNOOC) và Crestone Energy (một công ty Mỹ có trụ sở ở Denver, tiểu bang Colorado) đã ký một hợp đồng hợp tác để cùng thăm dò một khu vực rộng 7.347 hải lý vuông (gần 25.200 km²) mà họ gọi là Vạn An Bắc-21 (nằm giữa bãi ngầm Tư Chính và bãi ngầm Phúc Tần; cách bờ biển Việt Nam 160 hải lí), nơi Trung Quốc xem là một phần của quần đảo Nam Sa trong khi Việt Nam xem là một phần của vùng đặc quyền kinh tế - thềm lục địa và không liên quan đến quần đảo Trường Sa. Tháng 9 năm 1992, Việt Nam cáo buộc Trung Quốc đã bắt giữ hai mươi tàu chở hàng từ Việt Nam đến Hồng Kông từ tháng 6 năm 1992 nhưng không thả hết số tàu này. Tháng 4 và tháng 5 năm 1994, Việt Nam phản đối công ty Crestone thăm dò địa chất ở bãi Tư Chính, tái khẳng định bãi này hoàn toàn nằm trong vùng đặc quyền kinh tế - thềm lục địa của Việt Nam và không có tranh chấp gì ở đây.
Ngày 10 tháng 4 năm 2007, trước câu hỏi của phóng viên về phản ứng của Trung Quốc trước việc chính phủ Việt Nam phân lô dầu khí, gọi thầu, hợp tác với hãng BP của Anh để xây dựng đường ống dẫn khí thiên nhiên (ở khu vực mà Trung Quốc quan niệm thuộc Nam Sa và Việt Nam quan niệm thuộc vùng đặc quyền kinh tế - thềm lục địa) đồng thời tổ chức bầu cử Quốc hội Việt Nam [khóa XII] tại quần đảo Trường Sa, người phát ngôn Bộ Ngoại giao Trung Quốc Tần Cương trả lời rằng "Việt Nam đưa ra hàng loạt hành động mới xâm phạm chủ quyền, quyền chủ quyền và quyền tài phán của Trung Quốc ở Nam Sa, đi ngược lại với đồng thuận mà lãnh đạo hai bên Trung-Việt đã đạt được về vấn đề trên biển", và "Trung Quốc đã biểu thị mối lo ngại sâu sắc và giao thiệp nghiêm khắc với Việt Nam"  ngay trong thời gian Chủ tịch Quốc hội Việt Nam Nguyễn Phú Trọng đang thăm chính thức nước này. Ngày 9 tháng 7 năm 2007, tàu hải quân Trung Quốc đã nã súng vào một số thuyền đánh cá của ngư dân Việt Nam trong vùng biển gần Trường Sa, làm chìm một thuyền đánh cá của Việt Nam, khiến ít nhất một ngư dân thiệt mạng và một số người khác bị thương. Sau đó, Thứ trưởng Ngoại giao Việt Nam Vũ Dũng đã đến Bắc Kinh từ ngày 21 đến 23 tháng 7 để bàn về các vấn đề biên giới, đặc biệt là trên biển.

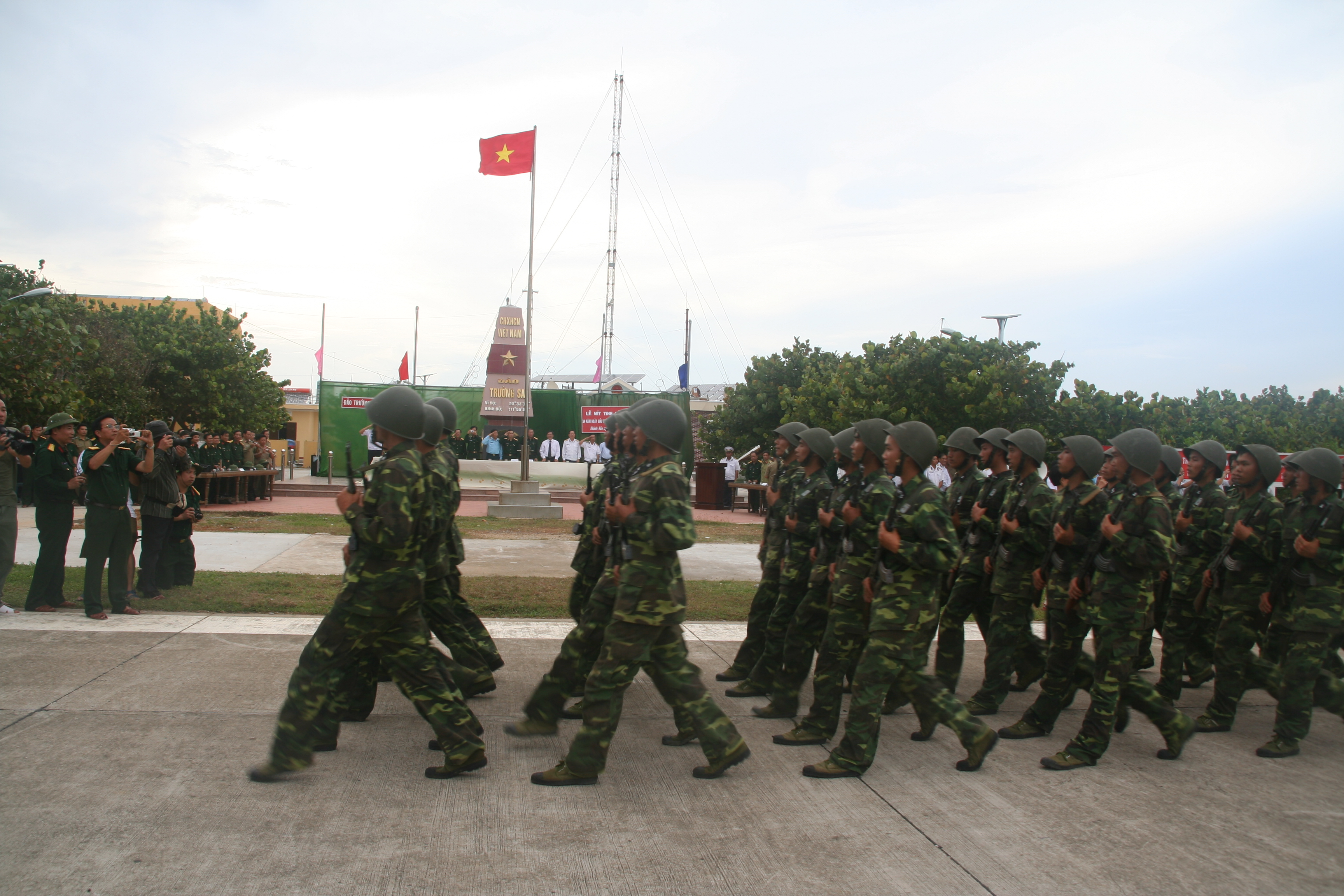
Quân đội Việt Nam trên đảo Trường Sa.

Ngày 31 tháng 5 năm 2011, chỉ vài ngày sau sự kiện tàu Bình Minh 02 khi tàu hải giám của Trung Quốc cắt cáp tàu địa chấn của Việt Nam, ba tàu Trung Quốc đã bắn đuổi các tàu cá Việt Nam tại một địa điểm nằm cách đá Đông 15 hải lý (27,8 km) về phía đông nam.
Ngày 20 tháng 4 năm 2012, Cục Cảnh sát biển Đài Loan cho biết ngày 22 tháng 3 năm 2012, tàu tuần tra của Việt Nam đã xâm nhập vào vùng biển hạn chế quanh đảo Ba Bình, và đã rời đi sau khi tàu cao tốc M8 của Cục Cảnh sát biển Đài Loan tới chặn. Đến ngày 26 cùng tháng, tiếp tục có hai tàu tuần tra của Việt Nam xâm nhập vào vùng biển gần đảo Ba Bình, các tàu này đã rời đi sau khi phát hiện mình bị Cảnh sát biển Đài Loan theo dõi bằng radar. Cục Cảnh sát biển Đài Loan cho biết không bên nào nổ súng trong cả hai sự cố. Trước đó, một số phương tiện truyền thông đưa tin phía Việt Nam đã dùng súng máy bắn khiêu khích trước và bị phía Đài Loan bắn trả. Ngày 21 tháng 5 năm 2012, Ủy viên Lập pháp thuộc Quốc dân Đảng Lâm Úc Phương cho biết tàu Việt Nam thường xâm nhập vào vùng biển hạn chế 6.000 m ở quanh đảo Ba Bình, năm 2011 có 106 chiếc tàu xâm nhập, từ tháng 1 đến tháng 4 năm 2012 có 41 tàu xâm nhập. Cục trưởng Cục An ninh Quốc gia Đài Loan Lâm Úc Phương phát biểu rằng Việt Nam đã mong muốn kiểm soát bãi Bàn Than (hiện do Đài Loan kiểm soát) từ lâu và cho rằng việc bãi này rơi vào tay Việt Nam sẽ chỉ còn là vấn đề thời gian nếu như chính phủ Đài Loan không có hành động tích cực như xây dựng cơ sở cố định trên bãi.
Ngày 6/11/2014, đại diện Bộ Ngoại giao Việt Nam đã gặp đại diện Đại sứ quán Trung Quốc tại Hà Nội trao công hàm phản đối Trung Quốc tiến hành các hoạt động cải tạo phi pháp trên đá Chữ Thập thuộc quần đảo Trường Sa của Việt Nam.
Ngày 9/4/2015, bà Hoa Xuân Oánh, người phát ngôn Bộ Ngoại giao Trung Quốc, cho biết hoạt động cải tạo đất và xây dựng tại quần đảo Trường Sa của Trung Quốc là để "xây dựng nơi trú ẩn, hỗ trợ điều hướng, tìm kiếm và cứu hộ, dịch vụ dự báo khí tượng hàng hải, dịch vụ nghề cá cùng thủ tục hành chính cần thiết cho Trung Quốc, các nước láng giềng cũng như chính các tàu đang hoạt động trên Biển Đông". Việc này "là cần thiết do rủi ro từ những cơn bão gây ra với nhiều tuyến hàng hải xa đất liền" và còn "đáp ứng nhu cầu phòng thủ quân sự" của Trung Quốc.
Ngày 16/4/2015, trả lời câu hỏi phản ứng của Việt Nam với phát biểu của người phát ngôn Bộ Ngoại giao Trung Quốc Hoa Xuân Oánh ngày 9/4/2015 về việc mở rộng các bãi đá ngầm ở Trường Sa thuộc chủ quyền Việt Nam, người phát ngôn Bộ Ngoại giao Lê Hải Bình cho biết Việt Nam đã nhiều lần giao thiệp với phía Trung Quốc, kể cả ở cấp cao về vấn đề này. Theo ông, "Một lần nữa, chúng tôi tuyên bố Việt Nam có đầy đủ căn cứ pháp lý và bằng chứng lịch sử khẳng định chủ quyền của mình đối với quần đảo Hoàng Sa và Trường Sa. Mọi hành động xây dựng, mở rộng của nước ngoài ở các đảo, đá thuộc khu vực quần đảo Hoàng Sa và Trường Sa mà không được sự cho phép của Chính phủ Việt Nam là hoàn toàn phi pháp và vô giá trị. Việt Nam kiên quyết phản đối các hành động nêu trên và yêu cầu các bên liên quan nghiêm túc thực hiện Tuyên bố về ứng xử của các bên ở Biển Đông (DOC), đóng góp thiết thực vào việc duy trì hòa bình, ổn định ở Biển Đông".
Ngày 28/4/2015, Chủ tịch Hội nghị Cấp cao ASEAN lần thứ 26 ra tuyên bố chia sẻ lo ngại sâu sắc của các lãnh đạo ASEAN về việc tôn tạo, bồi đắp đang diễn ra ở Biển Đông, làm xói mòn lòng tin, sự tin cậy và phương hại đến hòa bình, an ninh và ổn định ở Biển Đông; khẳng định lại tầm quan trọng của việc duy trì hòa bình, ổn định, an ninh và tự do hàng hải và hàng không ở Biển Đông, nhấn mạnh các bên cần bảo đảm việc thực hiện đầy đủ và hiệu quả toàn vẹn Tuyên bố về ứng xử của các bên ở Biển Đông (DOC): nhằm xây dựng, duy trì và tăng cường lòng tin và sự tin cậy lẫn nhau; thực hiện kiềm chế trong các hành động; không đe dọa hoặc sử dụng vũ lực; các bên liên quan giải quyết những khác biệt và tranh chấp bằng biện pháp hòa bình, tuân thủ luật pháp quốc tế trong đó có Công ước Liên Hợp Quốc về Luật biển 1982. Thượng nghị sĩ Mỹ John McCain, Chủ tịch Ủy ban Quân lực Thượng viện Mỹ, lo ngại Trung Quốc sẽ quân sự hóa các đảo nhân tạo xây dựng phi pháp và tuyên bố một vùng nhận diện phòng không (ADIZ) ở Biển Đông để khẳng định yêu sách chủ quyền.
Thông cáo chung của Hội nghị Bộ trưởng Ngoại giao ASEAN (AMM) 48 ra ngày 06/08/2015 đã tuyên bố "Chúng tôi ghi nhận lo ngại sâu sắc của một số Bộ trưởng đối với việc tôn tạo, bồi đắp ở Biển Đông, làm xói mòn lòng tin và sự tin cậy, gia tăng căng thẳng và có thể gây phương hại tới hòa bình, an ninh và ổn định ở Biển Đông". Thông cáo khẳng định tầm quan trọng của việc duy trì hòa bình, an ninh, ổn định, tự do hàng hải và hàng không ở Biển Đông, nhấn mạnh sự cần thiết đối với tất cả các bên trong việc bảo đảm thực hiện đầy đủ và hiệu quả toàn bộ các điều khoản của Tuyên bố về ứng xử của các bên ở Biển Đông (DOC): xây dựng, duy trì và tăng cường lòng tin và sự tin cậy lẫn nhau; thực hiện kiềm chế đối với các hành động làm phức tạp và gia tăng các tranh chấp; không đe dọa hoặc sử dụng vũ lực; các bên liên quan giải quyết các bất đồng và tranh chấp bằng biện pháp hòa bình, phù hợp với các nguyên tắc được thừa nhận rộng rãi của luật pháp quốc tế, trong đó có Công ước Liên Hợp Quốc về Luật biển (UNCLOS) 1982. Thông cáo chung cũng nêu rõ các bên trông đợi việc thực hiện hiệu quả các biện pháp đã được nhất trí nhằm tăng cường lòng tin và sự tin cậy lẫn nhau cũng như tạo một môi trường thuận lợi cho việc duy trì hòa bình, an ninh và ổn định ở khu vực.

### Philippines và Trung Quốc

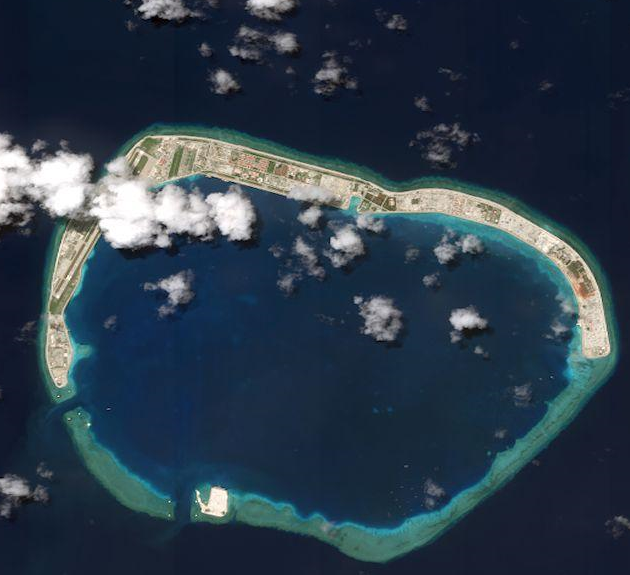
Đá Vành Khăn là một rạn san hô vòng hầu như chìm ngập dưới nước. Đây chính là nơi bùng phát căng thẳng giữa Trung Quốc và Philippines trong nửa sau thập niên 1990.

Tháng 2 năm 1995, xung đột diễn ra giữa Trung Quốc và Philippines khi Philippines tìm thấy một số kết cấu trên đá Vành Khăn, khiến chính phủ nước này phải đưa ra một kháng cáo chính thức đối với hành động chiếm đóng của Trung Quốc. Ngày 25 tháng 3 năm 1995, Hải quân Philippines bắt giữ bốn tàu Trung Quốc gần đá Suối Ngọc. Cũng trong ngày 25 tháng 3, Việt Nam nói rằng lính Đài Loan trên đảo Ba Bình bắn vào tàu chở hàng của Việt Nam đang trên đường từ đá Lớn đến đảo Sơn Ca. Thời gian sau đó, nhiều cuộc gặp gỡ đã diễn ra giữa các bên tham gia tranh chấp và cả Indonesia nhưng thu được rất ít kết quả. Đến năm 1998, Trung Quốc tuyên bố rằng "các chòi ngư dân" ở đá Vành Khăn bị hư hại do bão và điều 7 tàu đến vùng này để sửa chữa. Lần này Philippines tiếp tục có các hành động đáp trả như cho hải quân bắn chìm một số tàu cá của Trung Quốc mà nước này cho rằng đã xâm phạm vùng đặc quyền kinh tế của họ.
Tháng 6 năm 2012, Trung Quốc cũng đã chiếm thành công bãi cạn Scarborough, chỉ cách Vịnh Subic của Philippines khoảng 200 km về phía Tây.

### Philippines và Malaysia, Việt Nam
Tháng 6 năm 1999, Philippines phản đối Malaysia chiếm bãi Thám Hiểm và đá Én Ca, hai thực thể mà Philippines gọi là Pawikan và Gabriela Silang. Đến tháng 10, nước này còn cho máy bay do thám bãi Thám Hiểm khiến Malaysia cũng chỉ thị máy bay bay theo. Tuy nhiên, không có đụng độ quân sự diễn ra.
Ngày 28 tháng 10 năm 1999, Philippines cáo buộc quân đội Việt Nam trên đá Tiên Nữ đã bắn vào máy bay của Philippines khi máy bay này bay thấp để nhìn rõ tòa nhà ba tầng của Việt Nam vào ngày 13 tháng 10.

### Xoa dịu căng thẳng
Những năm sau căng thẳng tại đá Vành Khăn, Trung Quốc và Hiệp hội các quốc gia Đông Nam Á (ASEAN) đã thỏa thuận đàm phán để đưa ra một bộ quy tắc ứng xử nhằm giảm căng thẳng tại các đảo tranh chấp. Ngày 5 tháng 3 năm 2002, một văn kiện chính trị đã ra đời để thể hiện mong ước giải quyết vấn đề chủ quyền "mà không sử dụng thêm nữa vũ lực". Ngày 4 tháng 11 năm 2002, Tuyên bố về ứng xử của các bên ở biển Đông (DOC) được ký kết nhưng lại không mang tính ràng buộc về mặt pháp lý. Năm 2005, Bộ Ngoại giao Trung Quốc thông báo là vào ngày 14 tháng 3, Tổng công ty Dầu khí Hải dương Trung Quốc (CNOOC) cùng Tập đoàn Dầu khí Quốc gia Việt Nam và Công ty Dầu Quốc gia Philippines đã ký thỏa thuận thăm dò địa chất chung nhằm thi hành DOC 2002.
Trong chuyến thăm Mỹ ngày 25/9/2015, Chủ tịch Trung Quốc Tập Cận Bình tuyên bố với Tổng thống Mỹ Obama "Những hoạt động xây dựng mà Trung Quốc đang triển khai ở Nam Sa không nhằm vào hay làm ảnh hưởng bất kỳ quốc gia nào và Trung Quốc không có ý định theo đuổi hoạt động quân sự hóa".

## Tổ chức hành chính tại Trường Sa

### Việt Nam
Ngày 22 tháng 10 năm 1956, Tổng thống Việt Nam Cộng hòa Ngô Đình Diệm ra sắc lệnh thay đổi địa giới các tỉnh và tỉnh lị tại Nam Việt, trong đó gọi Trường Sa là "Hoàng Sa" và quy thuộc tỉnh Phước Tuy. Đến ngày 6 tháng 9 năm 1973, Bộ trưởng Bộ Nội vụ Việt Nam Cộng hòa đưa quần đảo Trường Sa vào phạm vi hành chính của xã Phước Hải, quận Đất Đỏ, tỉnh Phước Tuy.
Ngày 9 tháng 12 năm 1982, Chính phủ Cộng hòa Xã hội Chủ nghĩa Việt Nam thành lập huyện Trường Sa trên cơ sở toàn bộ khu vực quần đảo Trường Sa mà trước đây được quy thuộc huyện Long Đất, tỉnh Đồng Nai. Tuy nhiên, ngày 28 tháng 12 năm 1982, chính quyền Việt Nam đã chuyển huyện Trường Sa từ tỉnh Đồng Nai sang tỉnh Phú Khánh. Từ ngày 1 tháng 7 năm 1989, tỉnh Phú Khánh được tách ra thành hai tỉnh Phú Yên và Khánh Hòa; huyện Trường Sa trực thuộc tỉnh Khánh Hòa.
Ngày 11 tháng 4 năm 2007, Chính phủ Việt Nam thành lập thị trấn Trường Sa và hai xã Song Tử Tây và Sinh Tồn thuộc huyện Trường Sa. Các thị trấn và xã này được thành lập trên cơ sở các hòn đảo cùng tên và các đảo, đá, bãi phụ cận.

### Trung Quốc
Từ năm 1959, Cộng hòa Nhân dân Trung Hoa (Trung Quốc) đặt quần đảo Nam Sa (bao hàm quần đảo Trường Sa) cùng với quần đảo Tây Sa (tức quần đảo Hoàng Sa) và quần đảo Trung Sa (gồm bãi Macclesfield và một số thực thể địa lý thuộc biển Đông) thành một cấp gọi là Văn phòng quần đảo Tây Sa, Nam Sa và Trung Sa (tiếng Trung: 西南中沙群岛办事处; Hán-Việt: Tây Nam Trung Sa quần đảo biện sự xứ) dưới quyền quản lý của khu hành chính Hải Nam thuộc tỉnh Quảng Đông. Tháng 3 năm 1969, Văn phòng quần đảo Tây Sa, Nam Sa và Trung Sa đổi tên thành Ủy ban Cách mạng quần đảo Tây Sa, Nam Sa và Trung Sa tỉnh Quảng Đông (tiếng Trung: 广东省西、南、中沙群岛革命委员会; Hán-Việt: Quảng Đông tỉnh Tây, Nam, Trung Sa quần đảo Cách mạng Ủy viên hội), đến tháng 10 năm 1981 lại đổi về tên Văn phòng quần đảo Tây Sa, Nam Sa và Trung Sa tỉnh Quảng Đông (tương đương cấp huyện). Đến năm 1988, khi Hải Nam tách khỏi Quảng Đông để trở thành một tỉnh riêng biệt, Văn phòng quần đảo Tây Sa, Nam Sa và Trung Sa trực thuộc tỉnh Hải Nam.
Tháng 11 năm 2007, có tin Trung Quốc đã thành lập đô thị cấp huyện Tam Sa để quản lý ba quần đảo trên biển Đông. Theo Trung Quốc, thực tế vì gặp phản ứng ở Việt Nam nên việc thành lập này bị dừng lại, tuy nhiên đô thị cấp huyện Tam Sa vẫn tồn tại trên danh nghĩa. Ngày 21 tháng 6 năm 2012, Quốc vụ viện Trung Quốc chính thức phê chuẩn thành lập thành phố cấp địa khu Tam Sa để thay thế Văn phòng quần đảo Tây Sa, Nam Sa và Trung Sa. Cơ quan chính quyền thành phố Tam Sa đóng trên đảo Phú Lâm, Hoàng Sa. Ngày 18 tháng 4 năm 2020, Trung Quốc tuyên bố thành phố Tam Sa thành lập hai quận: quận Tây Sa và quận Nam Sa, trong đó quận Nam Sa quản lý quần đảo Trường Sa, chính phủ nhân dân quận Nam Sa đóng trên đá chữ Thập.

### Đài Loan
Ngày 16 tháng 2 năm 1990, Hành chính viện Trung Hoa Dân Quốc (Đài Loan) chấp thuận cho thành phố Cao Hùng thành lập một Ủy ban quản lý để tiếp quản đảo Ba Bình của quần đảo Trường Sa, quy thuộc khu Kỳ Tân của thành phố. Ngày 28 tháng 1 năm 2000, Cục Tuần phòng Bờ biển (tức Tuần duyên) được thành lập và là cơ quan tiếp quản đảo Ba Bình, thực thi pháp luật chống buôn lậu, nhập cư trái phép và kiểm tra thương thuyền (ngư thuyền).

### Philippines
Năm 1978, Philippines thành lập đô thị tự trị Kalayaan thuộc tỉnh Palawan trên cơ sở Nhóm đảo Kalayaan. Hiện thời đơn vị hành chính này chỉ có một barangay là Pag-asa (tức đảo Thị Tứ), nằm cách đảo Palawan 285 hải lý về phía tây.

## Dân cư
Ngoài các nhân viên quân sự đồn trú, trên các đảo thuộc quần đảo Trường Sa còn có các cư dân. Theo kết quả của cuộc Tổng Điều tra Dân số và Nhà ở Việt Nam năm 2009, huyện Trường Sa có 195 cư dân (128 nam và 67 nữ), trong đó 82 cư dân sống ở thành thị (thị trấn Trường Sa).
Theo điều tra dân số và nhà ở của Philippines vào năm 2010, đô thị tự trị Kalayaan có 222 cư dân, tất cả đều sinh sống trên đảo Thị Tứ (Pag-asa).

## Phát triển kinh tế
Quần đảo Trường Sa vốn không có đất trồng trọt và không có dân bản địa sinh sống. Nghiên cứu của một số học giả như Dzurek (1985), Bennett (1992), Cordner (1994) và Tư vấn Pháp lý cho Bộ Ngoại giao Philippines đều chỉ ra rằng các đảo thuộc Trường Sa thiếu khả năng duy trì đời sống kinh tế riêng đầy đủ bởi vì chúng quá nhỏ, khô cằn và có rất ít tài nguyên trên đảo.
Tuy trên các đảo chỉ có một vài tài nguyên (chẳng hạn phân chim) nhưng nguồn lợi thiên nhiên của vùng biển quần đảo Trường Sa thì lại rất có giá trị, ví dụ hải sản và tiềm năng dầu mỏ - khí đốt. Vào năm 1980, dân chúng trong vùng đánh bắt được 2,5 triệu tấn hải sản từ khu vực quần đảo Trường Sa. Từ tháng 5 năm 2005, Việt Nam đã cho xây dựng trung tâm dịch vụ hậu cần nghề cá tại bãi đá Tây; diện tích đến 2013 đã đạt 3.000 mét vuông, sở hữu trang bị hiện đại, hỗ trợ nhiều mặt cho ngư dân. Về tiềm năng dầu khí và khoáng sản khác, hiện địa chất vùng biển quần đảo vẫn chưa được khảo sát nhiều nên chưa có các số liệu đánh giá đáng tin cậy. Tuy nhiên, Bộ Địa chất và Tài nguyên Khoáng sản Trung Quốc ước tính vùng quần đảo Trường Sa có trữ lượng dầu và khí thiên nhiên rất lớn, lên đến 17,7 tỉ tấn so với con số 13 tỉ tấn của Kuwait, và họ xếp nó vào danh sách một trong bốn vùng có trữ lượng dầu khí lớn nhất thế giới. Tháng 6 năm 1976, Philippines khoan được dầu mỏ tại khu phức hợp Nido ở ngoài khơi đảo Palawan.
Vùng biển Trường Sa cũng là một trong những vùng có mật độ hàng hải đông đúc nhất trên thế giới. Trong thập niên 1980, mỗi ngày có ít nhất 270 lượt tàu đi qua quần đảo Trường Sa, và "hiện tại" hơn một nửa số tàu chở dầu siêu trọng của thế giới chạy qua vùng biển này hàng năm. Quần đảo Trường Sa hiện chưa có cảng lớn mà chỉ có một số cảng cá và đường băng nhỏ trên các đảo có vị trí chiến lược nằm gần tuyến đường vận chuyển tàu biển chính. Tuy nhiên, tàu thuyền lưu thông qua vùng này có thể gặp nhiều khó khăn do phải đối mặt với nguy hiểm từ gió bão, sóng lớn và nguy cơ bị mắc cạn hay va phải các rạn đá ngầm.
Nằm tại khu vực khí hậu nhiệt đới và có hệ sinh thái đa dạng, quần đảo Trường Sa có tiềm năng để thu hút khách du lịch. Tháng 6 năm 2011, Tổng cục Du lịch của Việt Nam mở hội thảo và công bố đề án phát triển du lịch hướng về biển đảo, trong đó đề cập đến dự định mở tuyến du lịch ra Trường Sa. Tháng 4 năm 2012, Philippines tuyên bố kế hoạch phát triển đảo Thị Tứ bằng cách sửa chữa lại đường băng trên đảo và biến nơi đây thành một khu du lịch. Tháng 9 năm 2012, Tân Hoa xã của Trung Quốc đưa tin về kế hoạch phát triển du lịch du thuyền giai đoạn 2012-2022 của thành phố Tam Á (tỉnh Hải Nam) đến quần đảo Trường Sa. Tuy vậy, các nước trên đều đi sau Malaysia bởi vào đầu thập niên 1990, nước này không những đã hoàn thành việc xây đảo nhân tạo tại đá Hoa Lau (gần cực nam của quần đảo Trường Sa) mà còn mở cửa một khu nghỉ mát đầy đủ tiện nghi dành cho du khách, đặc biệt là những người yêu thích lặn biển.

## Cơ sở hạ tầng

### Trung Quốc xây đảo nhân tạo
Theo báo cáo Chiến lược An ninh Hàng hải châu Á-Thái Bình Dương của Lầu Năm Góc, đầu tháng 12/2013, Trung Quốc bắt đầu xây đảo nhân tạo trên các đá và bãi đá ngầm do họ kiểm soát tại Trường Sa. Từ tháng 12/2013 cho tới tháng 6/2015, Trung Quốc đã mở rộng 1.170 ha đảo nhân tạo. Tại các nơi Trung Quốc xây cất đảo, nước này đào các kênh sâu cùng các điểm đậu để tàu cỡ lớn có thể cập bến. So với các nước xung quanh cũng cải tạo đảo, chỉ trong 20 tháng Trung Quốc cơi nới gấp 17 lần diện tích các nước khác gộp lại trong 40 năm và chiếm tới 95% tổng diện tích đảo nhân tạo trong Biển Đông. Cơ sở hạ tầng mà Trung Quốc đang xây dựng có thể giúp tăng sự hiện diện quyền lực của nước này ở Biển Đông. Các đảo nhân tạo sẽ giúp Trung Quốc tăng khả năng chiến đấu ở quần đảo Trường Sa. Nước này cũng có thể sử dụng chúng để săn tàu ngầm trong và ngoài vùng biển này nhằm bảo vệ các tàu ngầm của họ.
Ngày 16/9/2015, Bộ trưởng Quốc phòng Hoa Kỳ Ash Carter nói Hoa Kỳ sẽ hoạt động trên bất cứ khu vực nào mà luật pháp quốc tế cho phép. Việc biến một bãi đá ngầm thành sân bay không đồng nghĩa với quyền chủ quyền hoặc quyền hạn chế các phương tiện hàng không và hàng hải.

### Giao thông vận tải

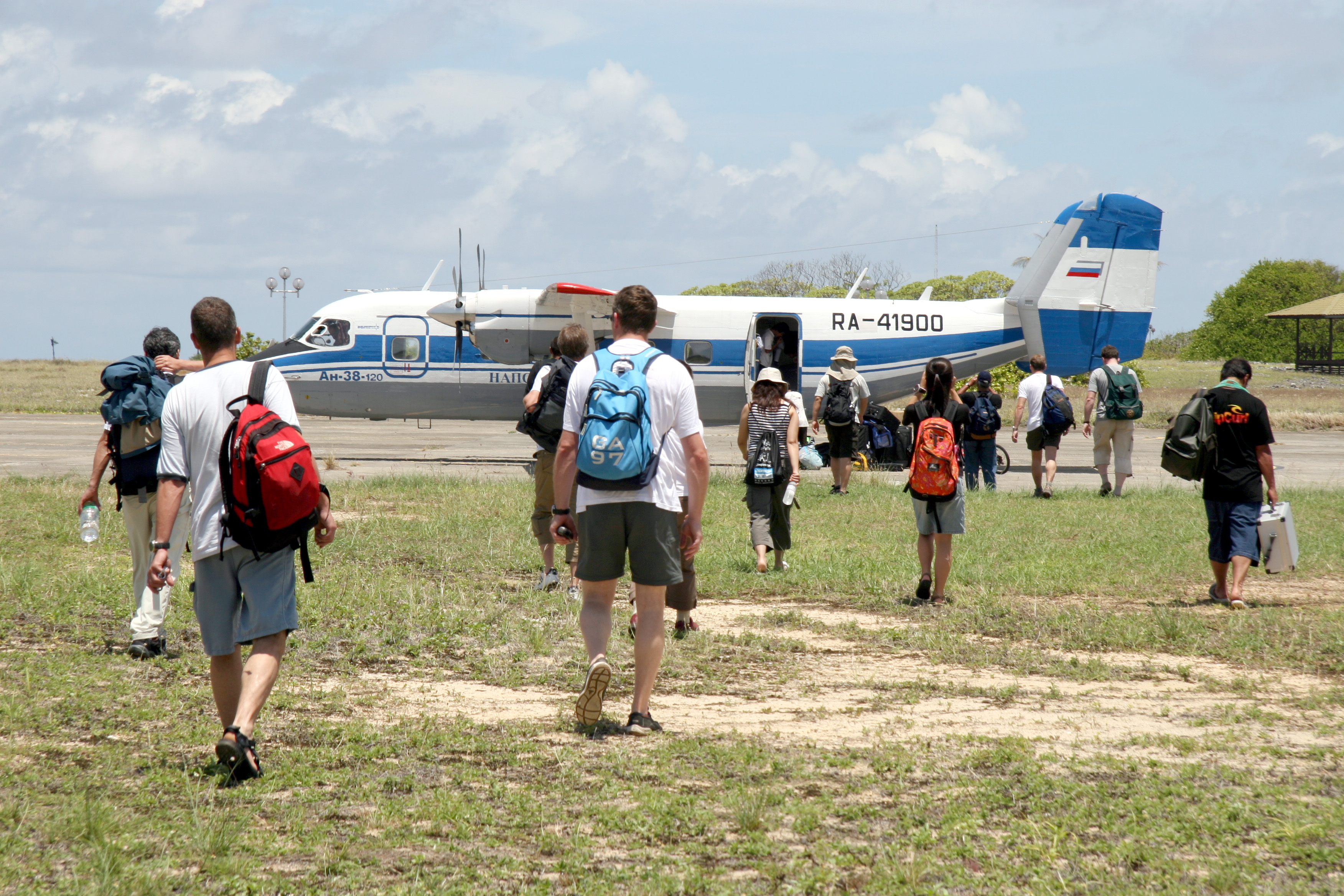
Du khách lên máy bay tại đá Hoa Lau.

Tại quần đảo Trường Sa có bốn đường băng được xây dựng từ trước và 3 đường băng do Trung Quốc mới xây dựng trên 3 hòn đảo nhân tạo.
- Đảo Thị Tứ: năm 1975, Philippines xây dựng một đường băng trên đảo Thị Tứ. Đường băng dài 1.260 m nhưng có vài chỗ đã bị xói mòn, xuống cấp nên chỉ có khả năng tiếp nhận máy bay C-130 Hercules vào những lúc điều kiện thời tiết tốt; vào các ngày mưa, đường băng này chỉ đón được các máy bay cỡ nhỏ hơn. Philippines đã có kế hoạch sửa chữa lại đường băng này.[202][206]
- Đảo Ba Bình: năm 2006, chính quyền Trung Hoa Dân Quốc (Đài Loan) giao cho Bộ Quốc phòng nhiệm vụ xây dựng đường băng trên đảo Ba Bình. Tháng 1 năm 2008, xuất hiện nguồn tin thông báo rằng Đài Loan đã hoàn tất công việc xây dựng.[207] Đường băng có bề mặt lát xi măng với chiều dài khoảng 1.200 m (lúc đầu ước tính là 1.150 m), chiều rộng 30 m cùng với lề vật liệu và khu vực cấm xây dựng rộng 21 m ở hai bên đường băng, đáp ứng nhu cầu đón máy bay C-130 Hercules.[208]
- Đá Hoa Lau: trong quá khứ đá Hoa Lau thực chất chỉ có một phần nổi rất nhỏ. Sau khi chiếm đá này vào đầu thập niên 1980, quân đội Malaysia đã kiến tạo một hòn đảo nhân tạo và cho xây dựng một đường băng dài 1.067 m trên đó.[209]
- Đảo Trường Sa: trên đảo có một đường băng do Việt Nam xây dựng. Theo một nguồn tin, đường băng này đã được làm mới với tiêu chuẩn sân bay cấp ba, cho phép các loại máy bay cánh bằng chở khách hạ/cất cánh.
- Đá Chữ Thập: Từ năm 2014, Trung Quốc bắt đầu cải tạo mở rộng đá Chữ Thập (Fiery Cross Reef) thành đảo nhân tạo lớn nhất quần đảo Trường Sa có diện tích 2,74 km² (tính đến tháng 7/2015) với tổng kinh phí hơn 73 tỉ nhân dân tệ (11,5 tỉ USD).[210][211] Trung Quốc xây dựng trên đá Chữ Thập 9 cầu tàu, 2 bãi đáp trực thăng, 10 ăng ten liên lạc qua vệ tinh và một trạm radar[211], một đường băng dài 3.000m đủ lớn cho máy bay ném bom chiến lược tại Trường Sa cho phép quân đội Trung Quốc bao quát không phận rộng lớn từ Tây Thái Bình Dương gồm cả Guam (nơi có các căn cứ Mỹ) đến Ấn Độ Dương. Tư lệnh Bộ Chỉ huy Thái Bình Dương của Mỹ (PACOM), Đô đốc Harry Harris, cho biết hiện các vỉa đá ngầm mà Trung Quốc chiếm giữ và xây dựng trái phép ở Biển Đông nhìn giống hệt các căn cứ cho máy bay chiến đấu, máy bay ném bom, tàu và hoạt động do thám.[176]
- Đá Xu Bi: năm 2015 Trung Quốc bắt đầu xây một đường băng dài 3300m trên đá Xu Bi.[212]
- Đá Vành Khăn: năm 2015 Trung Quốc bắt đầu xây một đường băng dài 3000m trên đá Vành Khăn.[213][214]

### Viễn thông
Năm 2005, công ty Smart Communications của Philippines đã cử người ra đảo Thị Tứ để xây một tháp thu phát sóng di động GSM thông qua thiết bị đầu cuối có độ mở rất nhỏ (VSAT). Từ năm 2007, Tập đoàn Viễn thông Quân đội (Viettel) của Việt Nam đã cho khảo sát và lắp đặt các trạm thu phát sóng thông tin di động tại một số nơi thuộc Trường Sa. Sau khi được lắp đặt, phạm vi phủ sóng của các trạm là cách các đảo/đá 20 km và còn cho phép binh sĩ đồn trú truy cập Internet không dây công nghệ EDGE 2,75G. Từ tháng 5 năm 2010, Công ty Tập đoàn Thông tin Di động Trung Quốc (China Mobile) và hải quân Trung Quốc đã bắt đầu phủ sóng thông tin di động trên các rạn đá ngầm do nước này kiểm soát, bao phủ tổng diện tích là 280 km². Tại điểm đóng quân chính là đá Chữ Thập còn có một trạm dự phòng. Đầu tháng 2 năm 2013, Thông tấn xã Trung ương của Đài Loan thông báo công ty Trung Hoa Điện Tín (Chunghwa Telecom) đã hoàn tất lắp đặt hệ thống viễn thông tại đảo Ba Bình. Hoạt động thông qua vệ tinh ST-2, hệ thống này không những đáp ứng nhu cầu thông tin liên lạc cho nhân viên của Cục Tuần phòng Bờ biển Đài Loan trên đảo mà còn phủ sóng vùng biển lân cận, hỗ trợ tích cực cho các tàu tuần tra và tàu đánh cá.

## Danh sách thực thể bị chiếm đóng
Hiện Việt Nam chiếm đóng 21 thực thể địa lý gồm 9 đảo/cồn cát san hô là  Đảo Song Tử Tây, Đảo Nam Yết, Đảo Sơn Ca, Đảo Sinh Tồn, Đảo Sinh Tồn Đông, Đảo Trường Sa, Đảo Trường Sa Đông, Đảo Phan Vinh, Đảo An Bang; cùng 12 bãi đá san hô là Đá Nam, Đá Lớn, Đá Núi Thị, Đá Cô Lin, Đá Len Đao, Đá Lát, Đá Tây, Đá Đông, Đá Núi Le, Đá Tốc Tan, Đá Tiên Nữ, Bãi Thuyền Chài.
Philippines chiếm đóng 9 thực thể địa lý gồm 7 đảo/cồn cát san hô là Đảo Song Tử Đông, Đảo Thị Tứ, Đảo Bến Lạc, Đảo Loại Ta, Đảo Loại Ta Tây, Đảo Bình Nguyên, Đảo Vĩnh Viễn; cùng 2 bãi đá san hô là Đá Công Đo, Bãi Cỏ Mây.
Trung Quốc chiếm đóng 7 bãi đá san hô: Đá Xu Bi, Đá Chữ Thập, Đá Ga Ven, Đá Gạc Ma, Đá Tư Nghĩa, Đá Châu Viên, Đá Vành Khăn.
Malaysia chiếm đóng 5 bãi đá san hô: Đá Én Ca, Đá Hoa Lau, Đá Kỳ Vân, Đá Kiêu Ngựa, Bãi Thám Hiểm.
Đài Loan chiếm đóng 1 đảo san hô là đảo Ba Bình.

## Danh sách thực thể chưa rõ quốc gia chiếm đóng

### Cụm Song Tử
- Đá Bắc (tiếng Anh: North Reef)
- Bãi Đinh Ba (tiếng Anh: Trident Shoal)
- Bãi Núi Cầu (tiếng Anh: Lys Shoal)

### Cụm Thị Tứ
- Đá Hoài Ân, Đá Tri Lễ, Đá Cái Vung (tiếng Anh: cụm 3 đá được gọi chung là Sandy Cay)
- Đá Trâm Đức (tiếng Anh: Meijiu Reef)
- Đá Vĩnh Hảo (tiếng Anh: Eastern Reef)

### Cụm Loại Ta
- Bãi Loại Ta Nam (tiếng Anh: Loaita Nan)
- Đá Sa Huỳnh
- Đá An Nhơn có tên cũ là cồn san hô Lan Can (tiếng Anh: Lankiam Cay)
- Đá An Nhơn Bắc hoặc bãi An Nhơn Bắc hoặc đá Cuội
- Đá An Nhơn Nam
- Bãi Đường
- Đá An Lão (tiếng Anh: Menzies Reef)
- Đá Cá Nhám (tiếng Anh: Irving Reef)
- Đá Tân Châu

### Cụm Nam Yết
- Đá Én Đất (tiếng Anh: Eldad Reef)
- Đá Lạc
- Bãi Bàn Than
- Đá Nhỏ (tiếng Anh: Discovery Small Reef)
- Đá Đền Cây Cỏ (tiếng Anh: Flora Temple Reef)

### Cụm Sinh Tồn
- Đá Tam Trung
- Đá Nghĩa Hành (tiếng Anh: Loveless Reef)
- Đá Sơn Hà (tiếng Anh: Gent Reef)
- Đá Nhạn Gia
- Đá Bình Khê (tiếng Anh: Edmund Reef)
- Đá Ken Nan (tiếng Anh: McKennan Reef)
- Đá Bình Sơn (tiếng Anh: Hallet Reef)
- Đá Bãi Khung (tiếng Anh: Holiday Reef)
- Đá Đức Hòa (tiếng Anh: Empire Reef)
- Đá Ba Đầu (tiếng Anh: Whitsun Reef, có nơi ghi thành Whitson)
- Đá An Bình (tiếng Anh: Ross Reef)
- Đá Bia
- Đá Vị Khê (tiếng Anh: Bamford Reef)
- Đá Ninh Hòa (tiếng Anh: Tetley Reef)
- Đá Văn Nguyên (tiếng Anh: Jones Reef)
- Đá Phúc Sĩ hay tên cũ là đá Hi Ghen (tiếng Anh: Higgens Reef)
- Đá Trà Khúc

### Cụm Trường Sa
- Bãi ngầm Mỹ Hải (tiếng Anh: Jubilee Bank)
- Bãi Nguyệt Sương (tiếng Anh: Dhaulle Shoal)
- Bãi ngầm Chim Biển (tiếng Anh: Owen Shoal)
- Bãi Đăng Quang (tiếng Anh: Coronation Bank)
- Đá Núi Mon (tiếng Anh: Maralie Reef)
- Đá Núi Trời (tiếng Anh: Ganges Reef), Đá Núi Cô (tiếng Anh: Cay Marino): hai thực thể này có thể không tồn tại.

### Cụm An Bang (Thám Hiểm)
- Đá Thanh Kỳ (tiếng Anh: Ardasier Breakers)
- Bãi Phù Mỹ (tiếng Anh: Investigator Northeast Shoal hay Northeast Investigator Shoal)
- Bãi Trăng Khuyết (tiếng Anh: Half Moon Shoal)

### Cụm Bình Nguyên
- Bãi Tổ Muỗi (tiếng Anh: Nares Bank)
- Bãi Đồ Bàn hoặc tên cũ là Bãi cạn Nâu (tiếng Anh: Brown Bank)
- Đá Đồng Thạnh hay đá Đồng Thanh (tiếng Anh: Marie Louise Bank)
- Bãi (cạn) Nam (tiếng Anh: Southern Bank)
- Đá Gò Già (tiếng Anh: Pennsylvania North Reef)
- Đá Chà Và (tiếng Anh: Foulerton Reef)
- Đá Tây Nam hay còn gọi là bãi Tây Nam
- Đá Khúc Giác (tiếng Anh: Iroquois Reef)
- Bãi/Cụm Hải Sâm tên cũ là cồn san hô Giắc-xôn (tiếng Anh: Jackson Atoll)
- Đá Phật Tự (tiếng Anh: Hardy Reef)
- Đá Hợp Kim (tiếng Anh: Hopkins Reef)
- Đá Ba Cờ (tiếng Anh: Baker Reef)
- Bãi Cỏ Rong (tiếng Anh: Reed Bank): nằm ở đông bắc quần đảo Trường Sa, là một núi ngầm rộng 100 km, nằm sâu 20 m dưới mực nước biển.
- Đá Suối Ngọc (tiếng Anh: Alicia Annie Reef)
- Bãi Suối Ngà (tiếng Anh: First Thomas Shoal)
- Bãi Đồi Mồi (tiếng Anh: Royal Captain Shoal)
- Bãi Thạch Sa (tiếng Anh: Seahorse Shoal hoặc Routh Shoal)
- Bãi Sa Bin hoặc bãi Chóp Mao (tiếng Anh: Sabina Shoal)
- Cụm Hồ Tràm (bãi Hồ Tràm) (tiếng Anh: Amy Douglas Bank)
- Đá Trung Lễ
- Đá Mỏ Vịt (tiếng Anh: Hirane Shoal)
- Bãi Cái Mép (tiếng Anh: Bombay Shoal)
- Bãi Đá Bắc hay cụm Đá Bắc
- Đá Cỏ My